# メッサーシュミット Bf109
Bf 109
第27戦闘航空団所属のBf 109G-6
（1943年撮影）
- 用途：戦闘機
- 分類：戦闘機
- 設計者：

  - ヴィリー・メッサーシュミット
  - ロベルト・ルッサー
- 製造者：

  - バイエルン航空機製造社
  - メッサーシュミット社（1938年〜）
- 運用者

  -  ドイツ国（ドイツ空軍）
  -  イタリア王国
  -  ハンガリー王国
  -  スペインほか
- 初飛行：1935年5月28日
- 生産数：33,984機
- 運用開始：1937年2月
- 退役

  - 1945年5月9日（ドイツ空軍）
  - 1965年12月27日（スペイン空軍）
- 運用状況：退役
- 派生型：

  -  イスパノ HA 1112
  -  アヴィア S-199

Bf 109（Messerschmitt Bf 109）は、第二次世界大戦におけるドイツ空軍の主力戦闘機。ウィリー・メッサーシュミットの設計チームが設計した。
機体重量に比し小さく薄い主翼をもち、モーターカノン（F型以降）や主脚のエンジンマウントなど、特徴のある設計となっている。本機の生産数は30,000機を超え、歴史上もっとも生産された戦闘機であると同時にエーリヒ・ハルトマンやゲルハルト・バルクホルンといったエースパイロットを輩出した。
1934年、バイエルン航空機製造（Die Bayerischen Flugzeugwerke、BFW）で開発が開始され、翌1935年、生産開始した。設計主任は、かつてBf 108を設計したロベルト・ルッサー技師。

## 概要

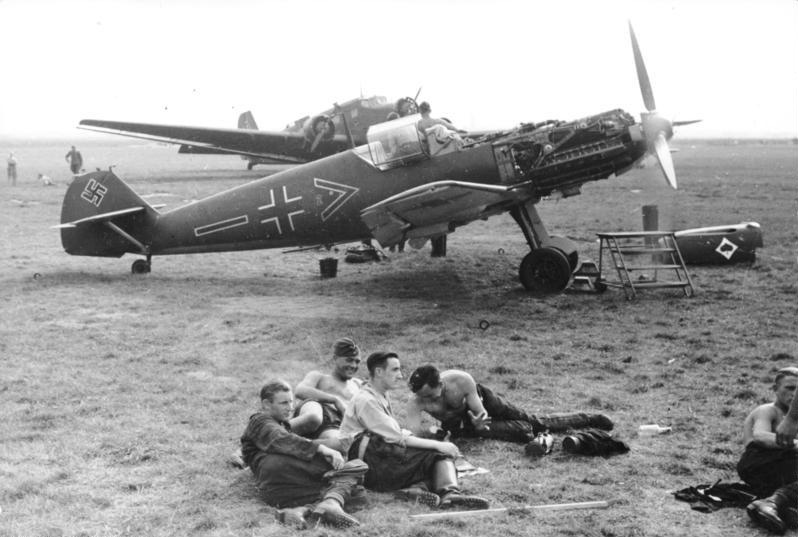
第53戦闘航空団のBf 109 E-1（1939年）

単葉、全金属・応力外皮式、密閉式の風防、引込脚など、第二次世界大戦の単座戦闘機で主流となる形態を世界に先駆けて備えていた。
He 112との激しい競争試作の末に採用され、スペイン内戦のコンドル部隊に3機が試験的に投入されて以降、改良を重ねて第二次世界大戦終了までドイツ空軍の実質的な主力戦闘機として使われた。
小型化、正面積を徹底的に絞ることを設計主旨とした機体は、加速力に優れ、スピード、機動力、上昇力も悪くはなかった。軽量な機体でもあったことから、ギュンター・ラルやハンス・ヨアヒム・マルセイユのように旋回性能を生かす者もいたが、格闘戦能力では英国のスピットファイアやハリケーンには劣った。また開発時、陸戦の直掩機であることが主眼であったため、航続力は他国の戦闘機より劣っていた。そのためにバトル・オブ・ブリテンなどの海を渡っての長距離進攻の際には、味方爆撃機の護衛戦闘機としての任務を十分に果たせなかった。基本設計の優越性により、エンジンの換装など現代化によって旧式化を免れ、1935年から1945年まで常にドイツ空軍の主力機であったため、総生産機数は工場での修理再生分を含めて約30,500機で、戦闘機史上最多である。
回数は少なかったが、アメリカ海軍やイギリス海軍のグラマンF4F ワイルドキャットやF6F ヘルキャット、さらに地中海でP-39と戦った。

## 名称
Me 109とも呼ばれ、大戦中の公式文書でもMe 109となっているが、戦後、英国の航空機研究家から「バイエルン社時代の設計なのでBfにすべき」との意見が出され、Bfと表記されることが多くなったという。また、当時のパイロットの一人への戦後のインタビューでは、戦時中はBf 109と呼んでいたと回答されている。大戦中のラジオ放送ではMe 109と呼称され、部隊側での表記や呼称もMe 109とBf 109が混在しており、実際はいずれの表記でも、誤りではない。

## 機体の特徴
パイロットには操縦席が狭いこと、初期の横開き式キャノピーが緊急脱出しにくく後方視界が悪いなど細かい不満はあったが、飛行機としての能力は概ね好評であった。

### エンジン
Bf 109が標準的に装備したエンジンは、倒立V型のダイムラー・ベンツ DB 601、およびその拡大改良型であるDB 605であった。
DB 601/605は高圧縮低回転型で燃料事情の良くないドイツの国情に配慮する一方、燃料直接噴射ポンプ（現在の燃料噴射装置）の採用、機械式過給機を発動機の側面に配したことによりプロペラ軸に機銃が通せる構造や、ローラーベアリングの多用、側面に装備された流体継手を用いることで実際は2速式だが通常の過給機と異なり1速と2速の間が流体トルクコンバータにより無段階に変速できる過給機など、高度で複雑な設計となっている。これは製造の困難さや重量の増大も招いたが、大戦前半にはライバル機に対する優位を保つことに成功した。特にバトル・オブ・ブリテンの空中戦において、気化器を装備してマイナスGがかかるとガソリン供給が一瞬途切れる英国戦闘機のエンジンに対して、そのような欠点がない燃料直噴ポンプは効果が大きかった。
DB 601/605は流体継手式無段階変速型の過給機を採用したことで、高度に応じた最適な加圧が可能であり、高高度性能において有利であった。1段2速機械式過給機を備えたBMW 801を搭載したFw 190が中高度以上でのエンジン出力低下に悩まされたのに比べ、DB 601/605の搭載したBf 109はより高高度での戦闘にも対応可能であった。一方で、流体継手の性質上、低速回転時の効率が悪化するため、巡航運転時の燃費に不利だった。
だが、これらの複雑な構造は改良による出力向上を難しくさせ、大戦後半、連合国機のエンジン出力増加には遅れをとることとなった。また複雑な機構は生産性・整備性の悪化を招き、熟練工やベテラン整備士が不足した大戦末期には稼働率の低下を招いた。
また、燃料品質の問題は、DBエンジンの燃費に制約を与えた。石油資源の豊富な連合軍は航空機用燃料として100～140オクタン前後の高品質ガソリンを使用可能であったのに対し、石油資源に乏しいドイツは主に石炭液化により精製されたB4規格（87オクタン）ガソリンを航空機用燃料に使用していたため、DBエンジンは87オクタンガソリンでの運用を要求された。だが、低オクタン価の燃料を使用する場合、デトネーションやノッキングなどの防止のため圧縮比や過給圧を下げる必要があるが、DBエンジンは高出力発揮のため高圧縮型のエンジンであった。
そこで、DBエンジンは空燃比をリッチ（過濃）にすることで燃料冷却（必要量を超える燃料を投入することで余剰燃料の気化熱によりエンジンを冷却する）による異常燃焼防止を図った。これにより、低オクタン価ガソリンでも高出力を発揮可能となったが、これにより低出力運転時も希薄燃焼が出来ず、巡航運転時も燃料を大量消費してしまう設計となったため、本機の航続距離の短さの要因となった。

### 翼
機体重量が大戦中の機体の中では軽い部類であって、軽く薄いテーパーの主翼を採用している。翼内部に燃料タンクはない。単桁応力外皮構造を採用してほぼ最大翼厚位置に桁を集中させて置くことで構造効率が高くなっている。簡単な構造のおかげで主翼は容易に取り外しができ、輸送の際に便利であった。翼端の前縁には翼端失速を防止するための自動スラットが設けられており、迎え角によって発生する前縁下部に当たる圧力により開かれる。フラップはコックピット座席の左にあるハンドルで角度を調節できる。
Bf109E型までは翼幅方向に長い単純フラップが主翼付け根から小さなエルロンまで続き、主翼の翼幅は9.87ｍになっていた。E型からこれまで機首下面にあった水冷用のラジエーターが二つに分かれて左右主翼下面付け根のやや後方にそれぞれ置かれた。モーターカノンの本格的な実装が見送られる中で想定されてはいなかったが何とか翼内武装を施した。

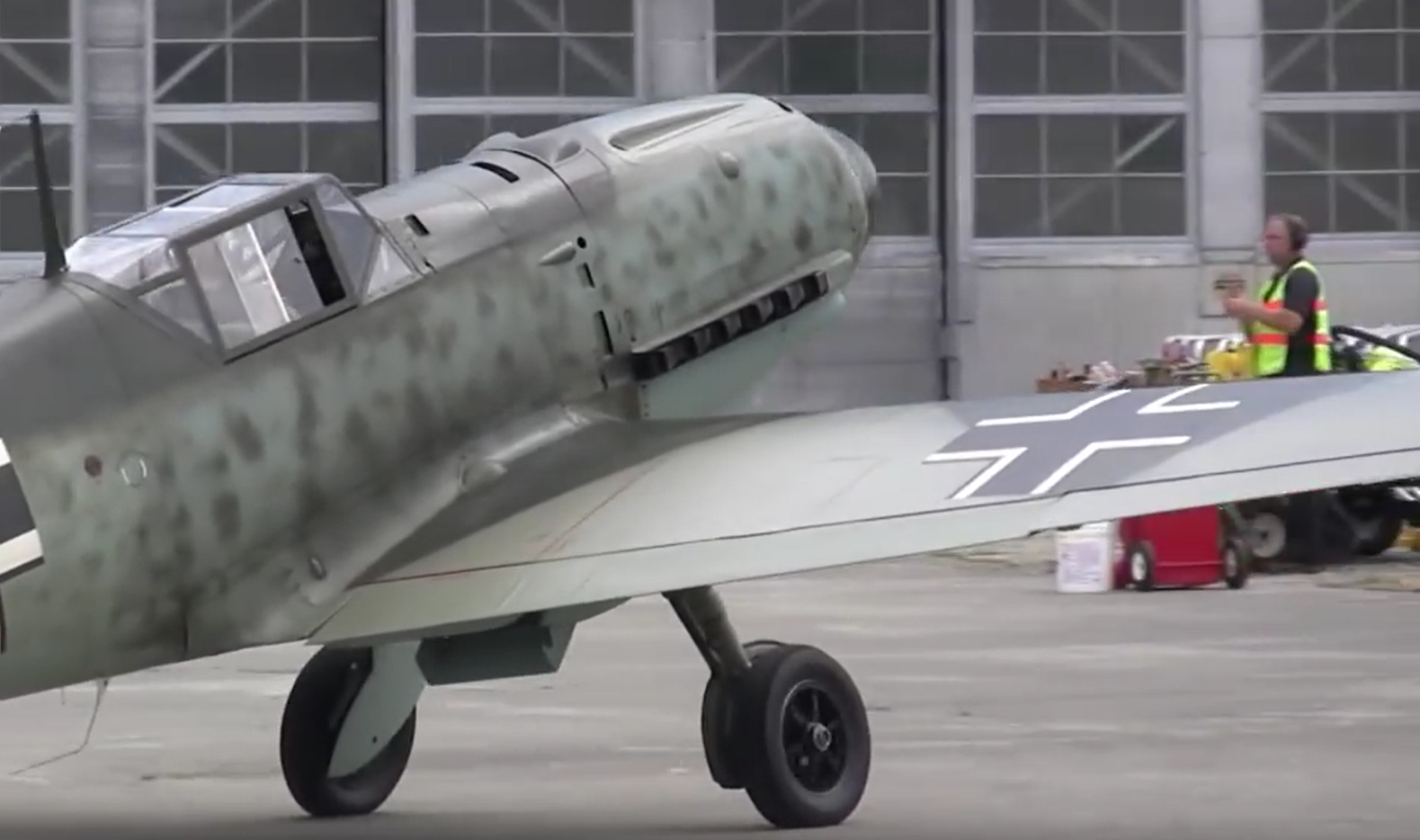
Bf109Eの主翼。主翼の付け根から補助翼まで続く単純フラップが見て取れる。 主翼付け根付近におろしているのがラジエーターフラップ
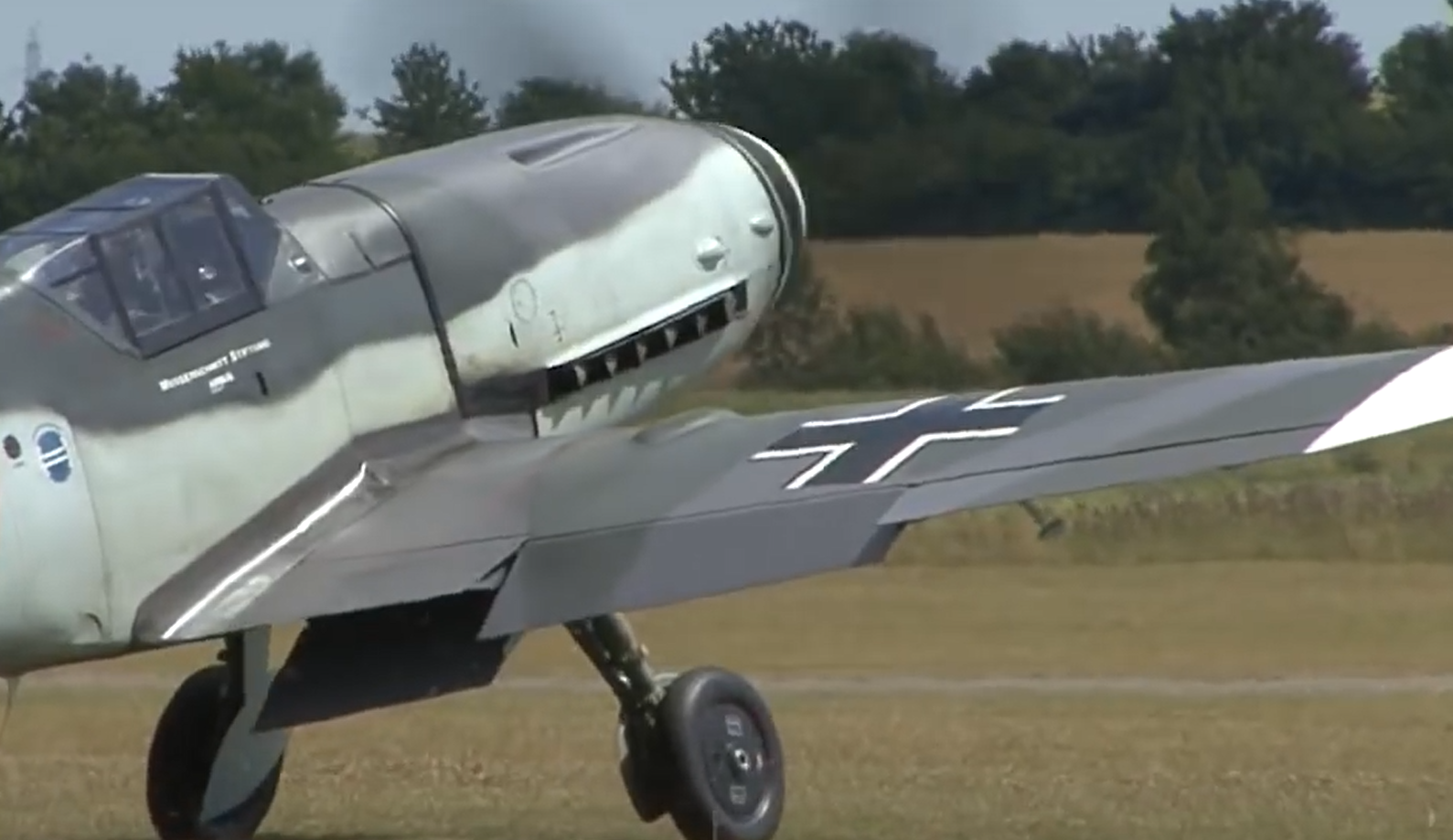
Bf109Gの主翼。E型と異なり、単純フラップのほかに胴体との間にはスプリットフラップを兼ねたクーラントフラップ（翼上面のクーラントフラップもおろせば単純フラップにもなる）がある
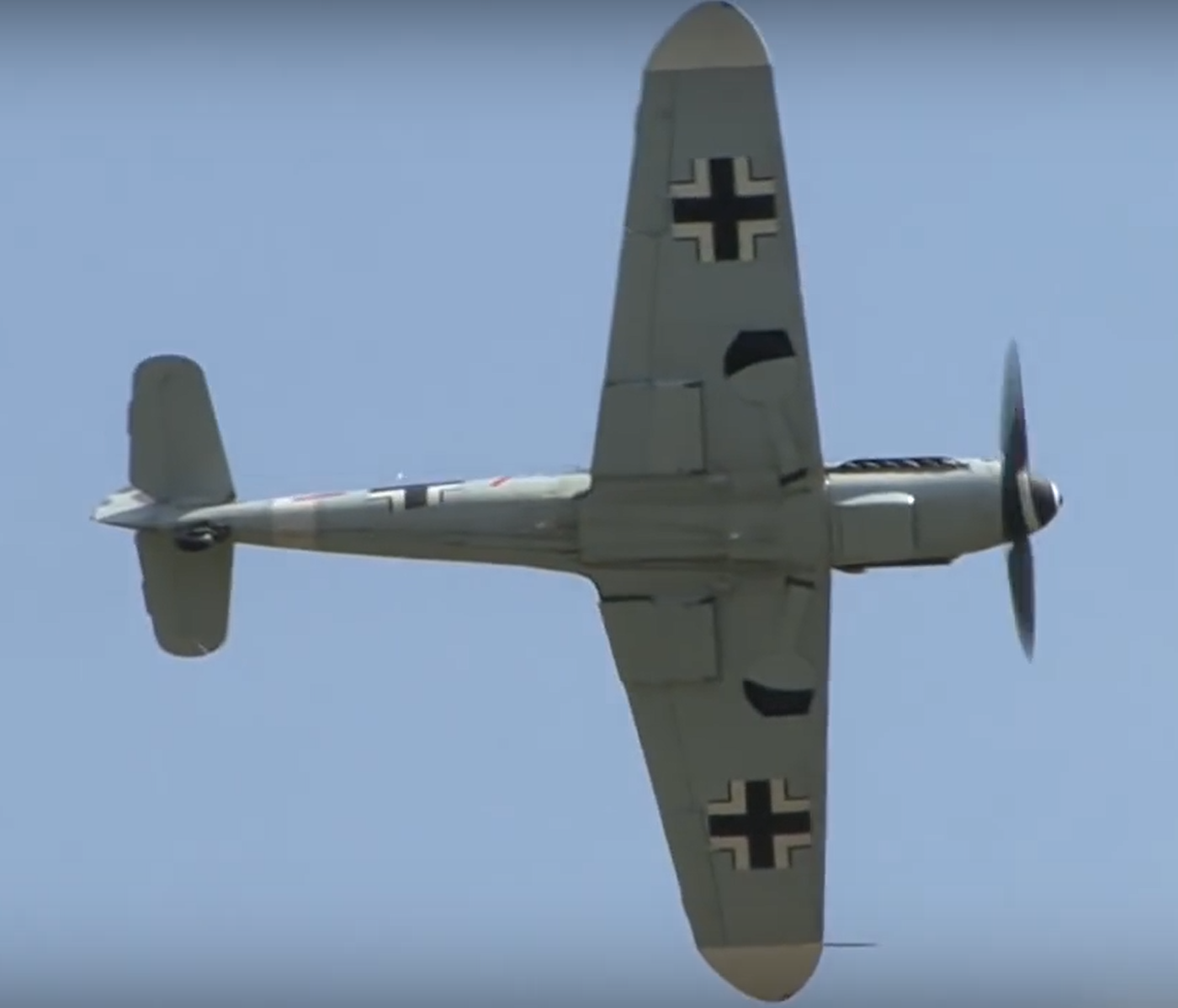
下から見たBf109G。主翼端が丸くなっている
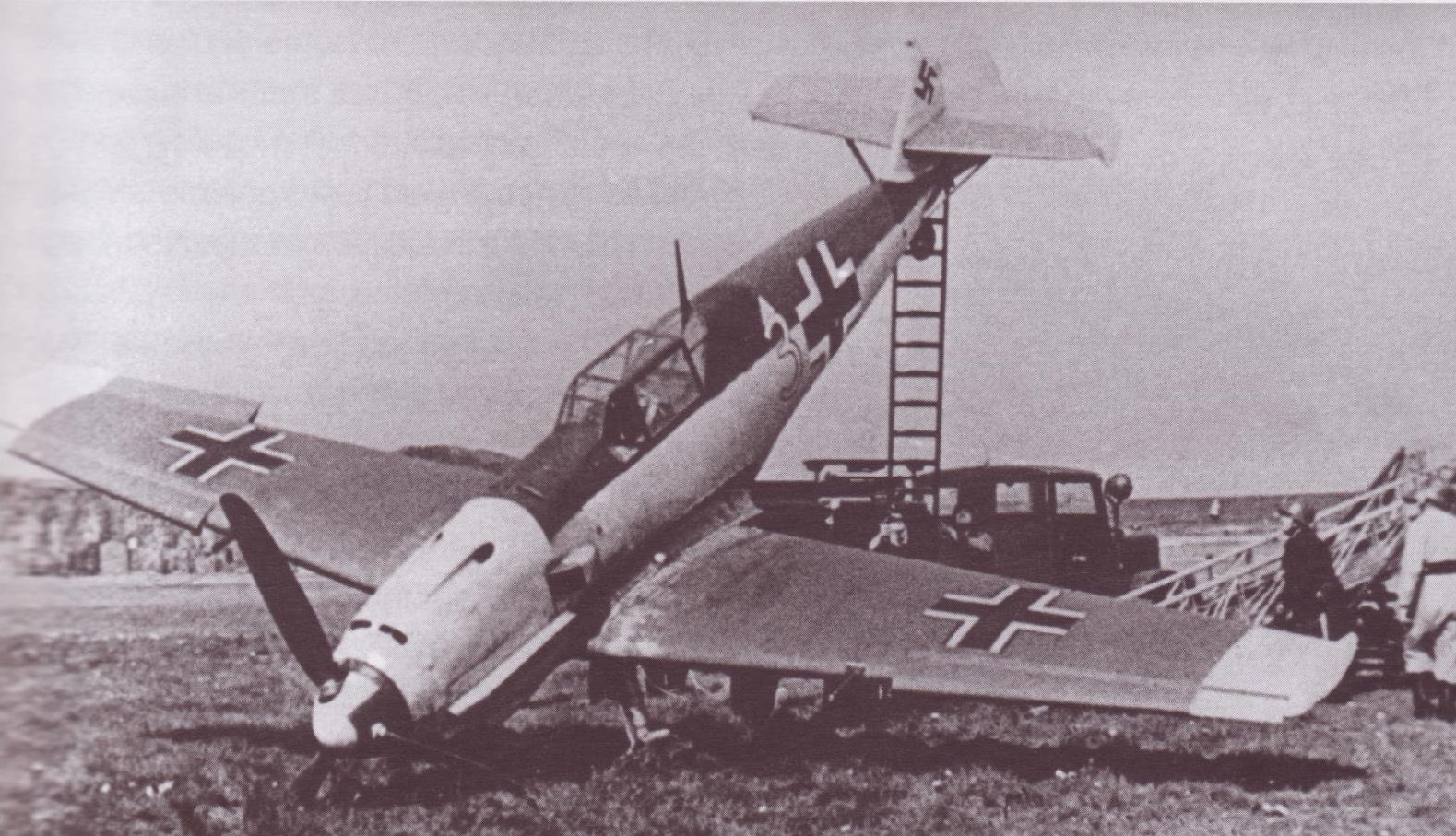
離着陸事故に見舞われたBf109E。簡素なテーパー翼の前縁の翼端部分から自動スラットが出ている。

F型以降の主翼は誘導抗力などの空気抵抗を減少するため翼端が丸くなったが、代わりに全体の翼幅は9.924mに延長された。また、より幅が広くより平たいラジエーターが採用されており、その前部下面には空気が流れ入る量を調節するための主翼に発生する境界層の空気を吸い込まないようにデザインされたリップが増設された。ラジエーターの後部に付いているクーラントフラップは主翼の揚力を増加させるフラップの役割も兼ねるようになったために、より複雑な仕組みになった。E型までラジエーター後部下面に一枚だけあった小さなラジエーターフラップは大型化されたクーラントフラップとなり、翼弦方向の長さを主翼後縁まで伸ばされて翼の上下面の二枚の間からラジエーターを通った空気が流出するようになった。二枚のクーラントフラップは温度に応じて開き具合を自動的に調節するが、速度と機動性を求める場合は手動で閉じることができる。また、クーラントフラップは大型化されているのでフラップとしても使用され、二枚のうち下の一枚だけ下せばスプリットフラップに、二枚一緒におろせば単純フラップになる。クーラントフラップはエルロンとの間にある単純フラップと連動させられる。このように凝った主翼の構造なので火力増強には空力特性を悪化させるガンポッドを搭載するしかなかった。G型後期仕様から車輪などの降着装置の変更もあって主翼が部分的に膨らむこぶをつけねばならなくなったので空気抵抗を増大させてしまった。
垂直尾翼は翼端そのものが方向舵と一体化してあったものの、後期型では変更された。水平尾翼の下面と胴体を斜めに繋いでいた強度維持用の支柱はF型以降なくされ、空気抵抗が減少した。

### 主脚
Bf 109の主脚は胴体（正確にはエンジンマウント）に付いていて、翼端に向かって引き込まれるようになっている。この方式は、一撃離脱戦法（ダイブ アンド ズーム）を採用するためダイブ性能とスピードを第一に要求されたため主翼を薄く設計する必要があったためである。また、強度と重量を必要とする引き込み装置をエンジンマウントと一体に作れるため、主翼構造を簡素化、軽量化でき、本機の主翼は簡単な単桁構造で片翼ずつ取り外し交換ができた。
その反面、主脚の間隔が狭いので離着陸時の地上滑走中にグラウンドループを起こしやすい。さらに、少しでも接地間隔を広げるために主脚を斜めに設置したことによる強度不足、機首上がりのきつい地上姿勢による前方視界の不良、小型の機体に強力なエンジンを搭載したことによる強いジャイロモーメント、狭い翼面のため低くできない離着陸スピードなどにより本機の離着陸を難しくしている。特に主脚の弱さは本機が性能限界を来たす一要因ともなった。戦時中、量産が行われている工場では並行して前線から送り返された脚破損機の修理も大量に行われていたといい、また、戦争中期以降パイロットに未熟練者が増えるにつれ、この問題は無視できないレベルになった。
しかしK型になり主脚の取付金具の補強、尾脚を長くしたことで静止時の角度が14.5度から13度に減少、この2点の改修によってグラウンドループ、それによる主脚折れの事故が劇的に減少した。また、主脚に車輪カバーの追加、尾脚を引き込み式にしカバーを付けて空気抵抗が減少し最大速度向上にもなった。

### 航続力

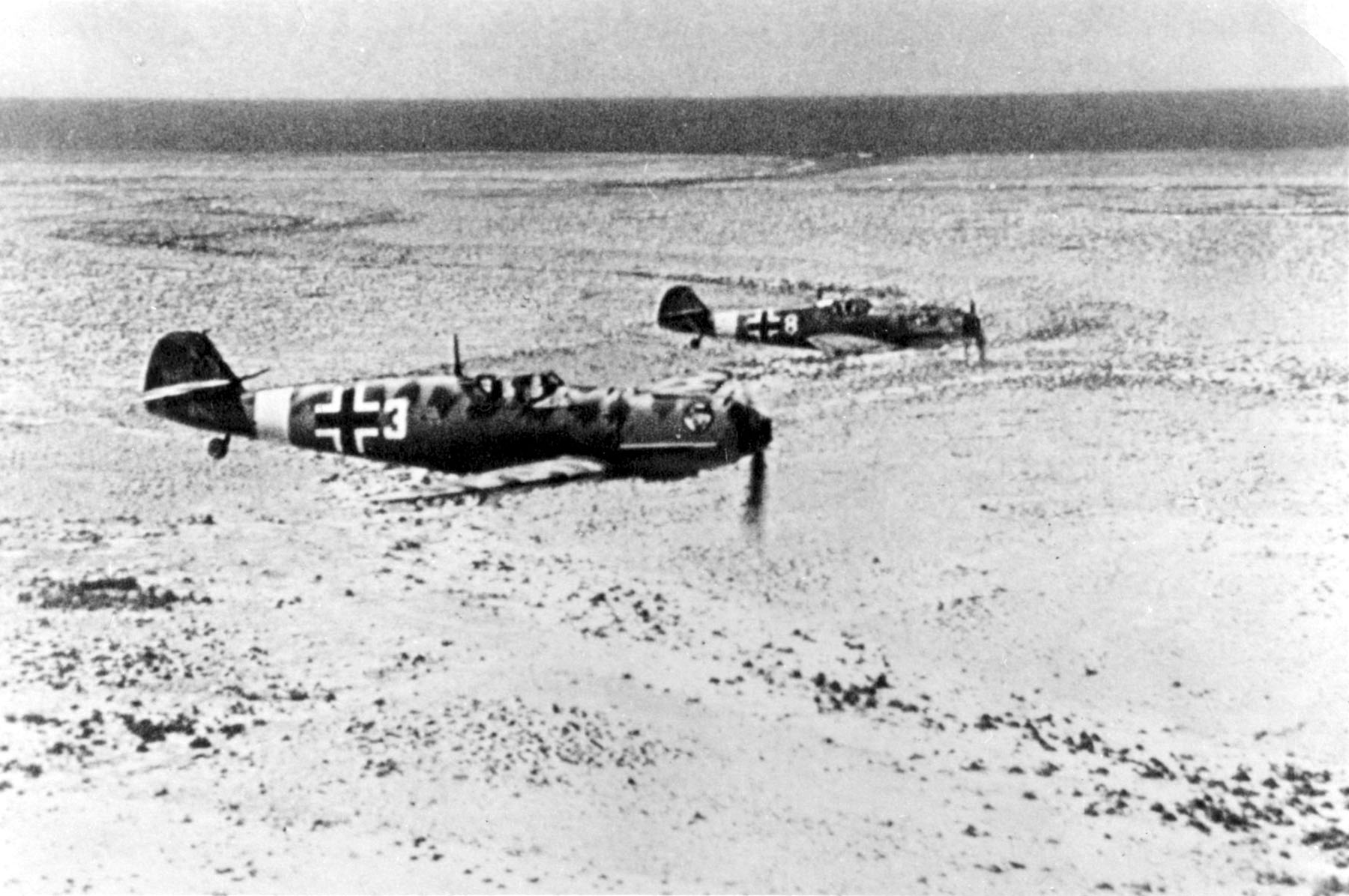
北アフリカに展開したBf 109 E

Bf109の大きな欠点の一つと言われているのが航続距離の短さである。これは開発時期の1930年代に台頭していたドゥーエの戦略爆撃論や当時流行した高速爆撃機の思想から、欧州の戦闘機全般が迎撃性能を重視した結果とされる。この点が問題になったのは、バトル・オブ・ブリテンと呼ばれたイギリス上空での戦いである。爆撃機を護衛する侵攻戦闘機として開発された双発戦闘機が単座戦闘機に対抗しえず、英国上空での滞空可能時間が15分程度しかなかったことは大きな戦術的制約に、そしてバトル・オブ・ブリテン敗北の一因になった。
Bf109の主翼は小さく薄い構造のため、翼内タンクなどを設置する余裕が無く、機内燃料タンクは胴体内の1箇所のみであった。胴体内燃料タンクはL字型であり、機体中央部の操縦席直下に配置されていった。言わば、操縦席の椅子がそのまま燃料タンクになっており、パイロットは燃料の真上に座っている状態となっていた。
燃料タンクは徐々に大型化され、初期生産型であるA/B型で235L、C/D型で337L、E型以降は400Lまで増加した。しかし、機体が小型であり内部空間に余裕が無かったため、これ以降は燃料タンクの容量を増やすことは不可能だった。
本機の航続性能不足が問題となったバトル・オブ・ブリテンでは、燃料搭載量増加のために増槽の装備が計画された。しかし、増槽を装備させるには機内の配管を改めなければならなかったため、現地改修では不可能だった。その燃料配管を改めたBf 109 E-7が1940年9月に部隊配備されたものの、パッキンの不整合による燃料漏れなどがたたり長距離型の運用は遅れた。これらは10月から改良が進められた。加えて同時期にイギリスでは、ハリケーンやスピットファイアなどがエンジンのバージョンアップを果たし、速度性能、上昇性能を大きく向上させたMk.IIが空軍に引き渡され始めていた。これに対抗できる性能を持ち、当初から増槽や爆弾を搭載可能なBf 109 Fの生産と機種転換に備えるためにも、E-7が主力機になることはなかった。
ただしBf 109は同世代のライバル機に比べて、燃料搭載量が大幅に劣るというわけではない。Bf 109 E型の機内燃料搭載量は400Lであるが、これは同時期の日本海軍主力戦闘機である零戦二一型の機内燃料搭載量525Lの75%程度はある。しかし一方で、Bf 109 Eの航続距離が約600～700km程度なのに対し、零戦二一型は機内燃料のみで約2200kmと3倍近い差がある。これは発動機の燃費の差に起因するところが大きい。零戦二一型の発動機の栄一二型は巡航速度（333～370km/h）における燃料消費量は約80～90L/hであるのに対し、Bf 109 Eの発動機のDB 601は巡航速度における燃料消費量が190～210L/hであり、栄二一型の半分以下の燃費である。DB 601は特に巡航運転における燃費が劣悪であり、これが本機の航続距離の短さの大きな要因となっている。
戦局が守勢となり、迎撃が主流となったドイツ上空での防空戦闘では、航続距離・滞空時間の短さは致命的な欠陥とはならなかった。パイロットの声でもこの点を指摘するものは少なく、ベテランにとっては積載燃料により機動に制限がかかるP-51などに対してより優位を占めることができたと言われている。Bf 109を操縦するベテランパイロットは「全備重量ならどんな敵戦闘機にも負けない」と賞賛したとされるが、その理由はこの点にあった。

### 武装

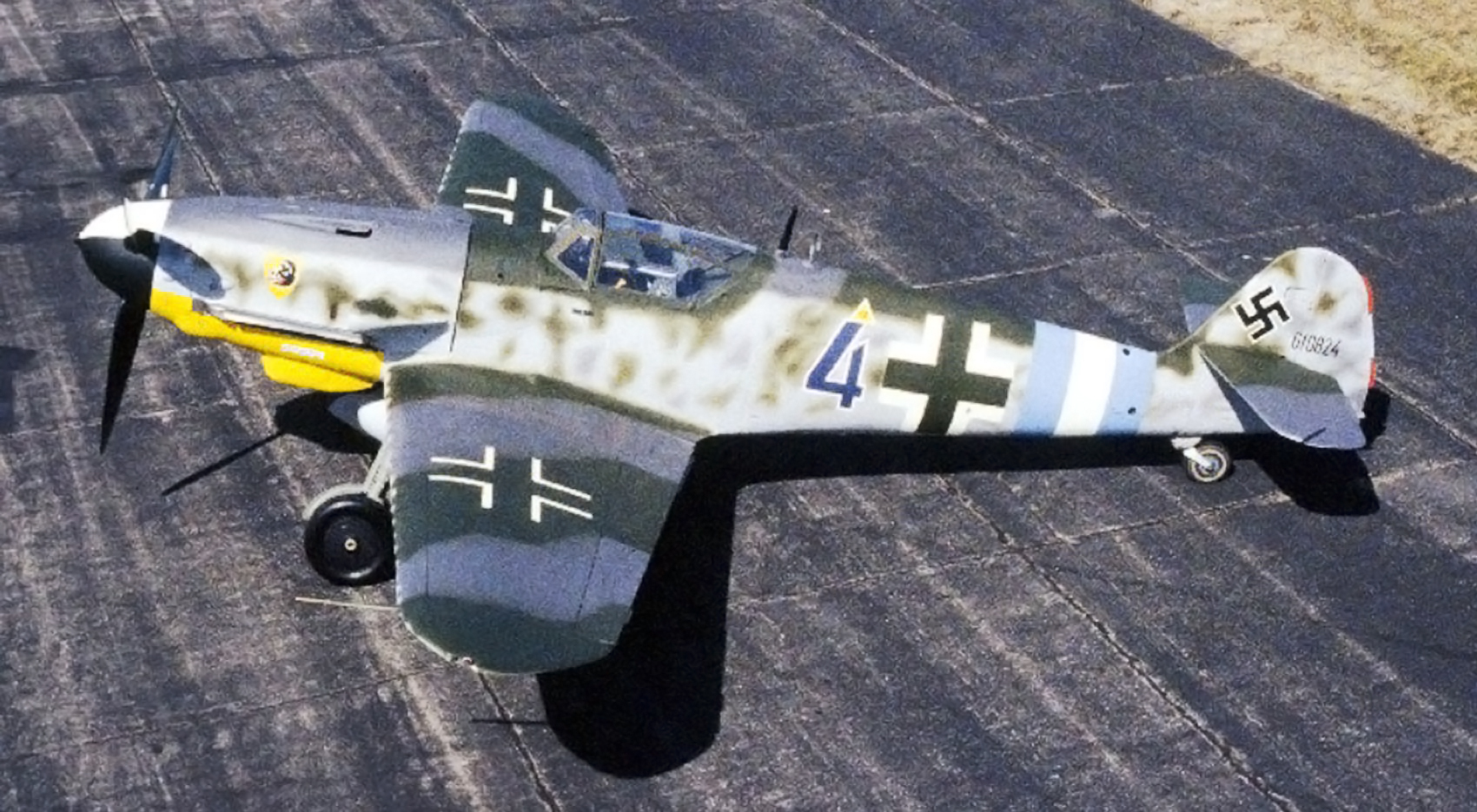
メッサーシュミット Bf 109 G-10

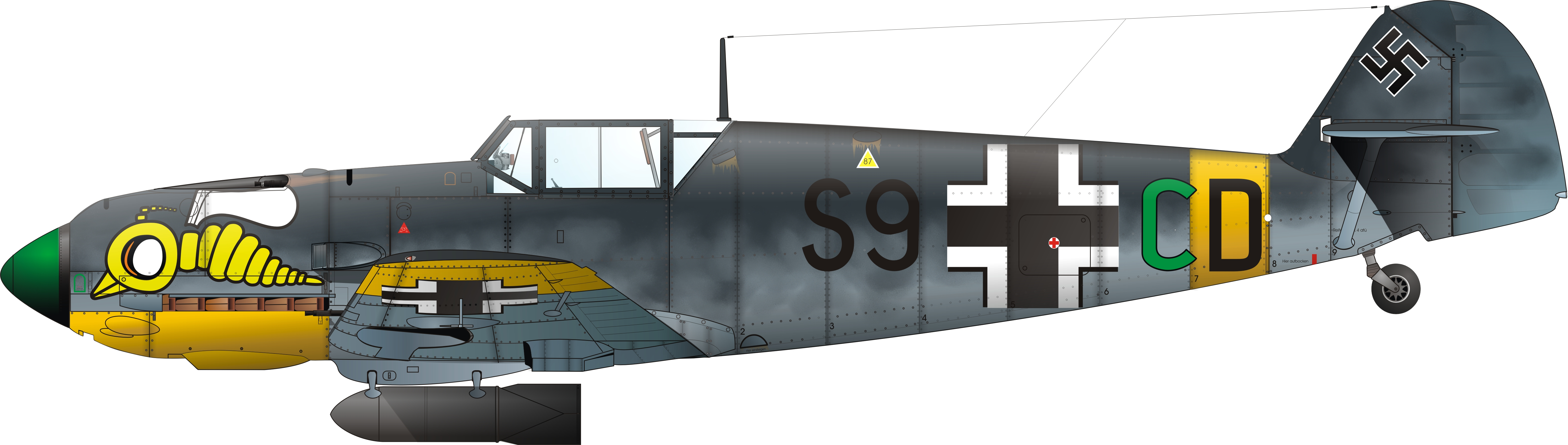
E型の戦闘爆撃機仕様E-7/B

本機は当初から武装に悩んだ機体だった。理想的武装として搭載する予定だった機首のモーターカノンは振動などの問題点を克服できず、初期には機首上面の機関銃しか使えなかった。Bf 109はもともと主翼内への武装を設計時に想定しておらず、第二次世界大戦の勃発時には無理をして7.92mm機関銃を翼内に装備し、さらにそれを20mm機関砲に増強したが、初速、発射速度、装弾数の点からも満足のいくものではなかった。ちなみに、E型においてようやく20mm機関砲を搭載しているが、当初これはスイスのエリコンFFS機関砲をモーターカノンとして搭載するはずのものだった。しかし、エンジンとFFSの現物を突き合わせてみるとシリンダ間隔が小さすぎて銃が収まらず、国産化されたMGFF機関砲ではこの点を改善したものの、やはり振動からくるトラブルで実用化できず、想定外の翼内装備となった。
念願のモーターカノンはF型になってようやく実現したが、翼内機銃を廃止したため、アドルフ・ガーランドなどの武装重視派とギュンター・ラルなどの運動性重視派との間にいわゆるF型論争が起きている。弱武装を指摘されながら、F型以降では翼内武装は行われず、主翼へ武装を追加する手段は翼下面へ20mm機関砲や30mm機関砲のガンポッド、21cmロケットランチャーを懸架するタイプ（U仕様）などに限られた。これらの火力増強によっても次々に出現する連合軍の大型爆撃機に対抗するには威力不足で、また、翼下へ武装を懸架する方法では、重量と空気抵抗の増加で著しい性能低下を招いた。このことは、主翼への武装強化がすでに本機の性能限界を超えていることを証明していた。続くG型では、G-5以降では機首上面機銃を7.92mm機関銃から13mm機関銃に増強したが、既存の機首内に収まりきらず、ボイレ（こぶ）と呼ばれた突出部を生じ、性能低下を招いている。G-10型以降で過給機の大型化に従って機首全体が膨らんで改修。K型にいたって主翼を設計変更してようやく翼内武装が可能となり、最終型のK-14では機首上面に13mm機関銃、モーターカノンと両翼に30mm機関砲を備える重武装となった。

## 型式

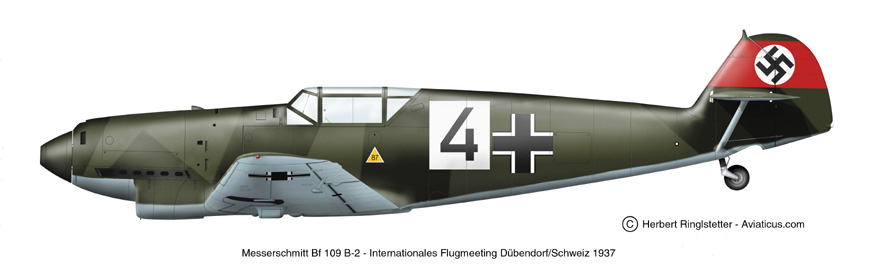
Bf 109 B-2（1937年）

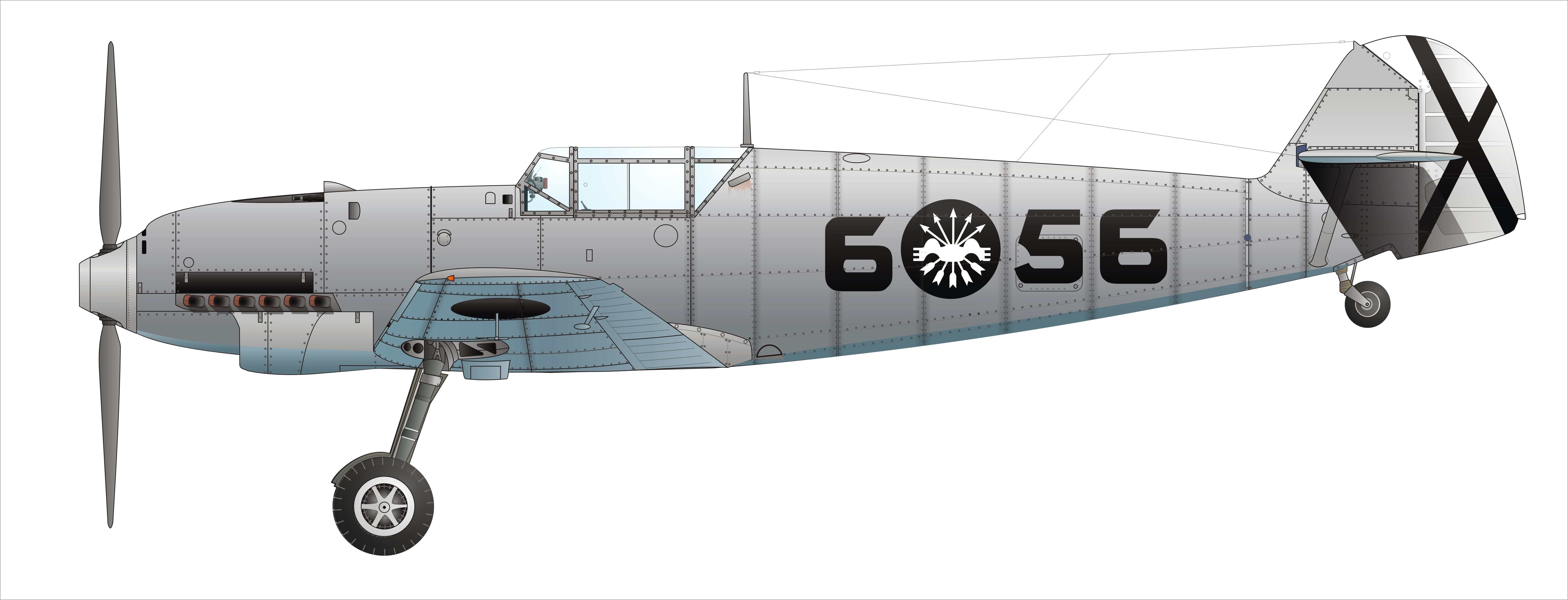
Bf 109 C-1

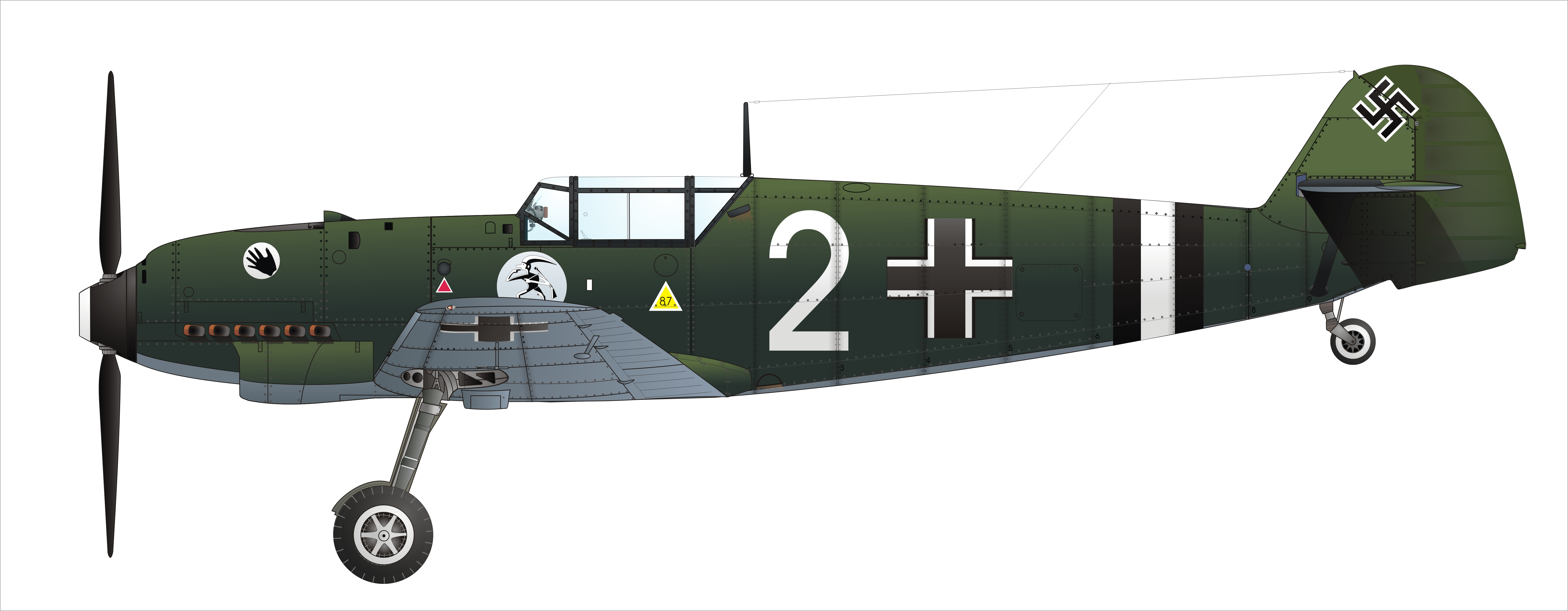
Bf 109 D-1

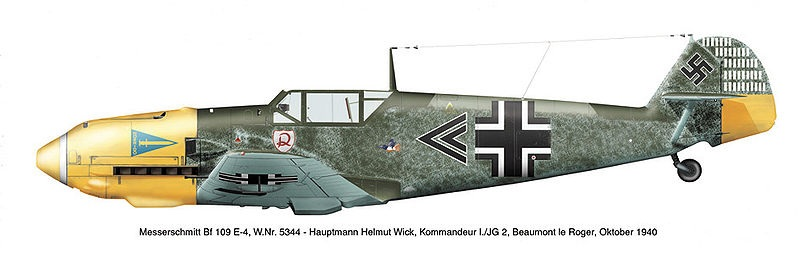
ヘルムート・ヴィックのBf 109 E-4（1940年）

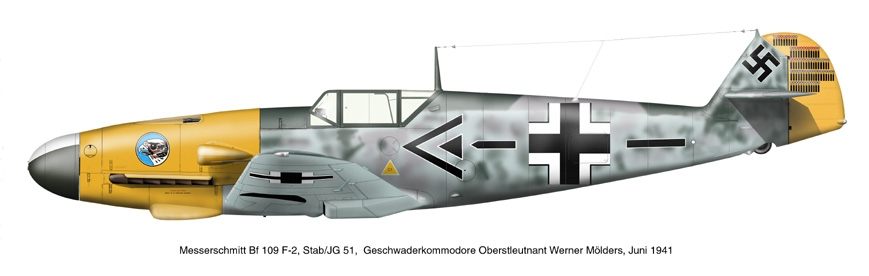
ヴェルナー・メルダースのBf 109 F-2（1941年）

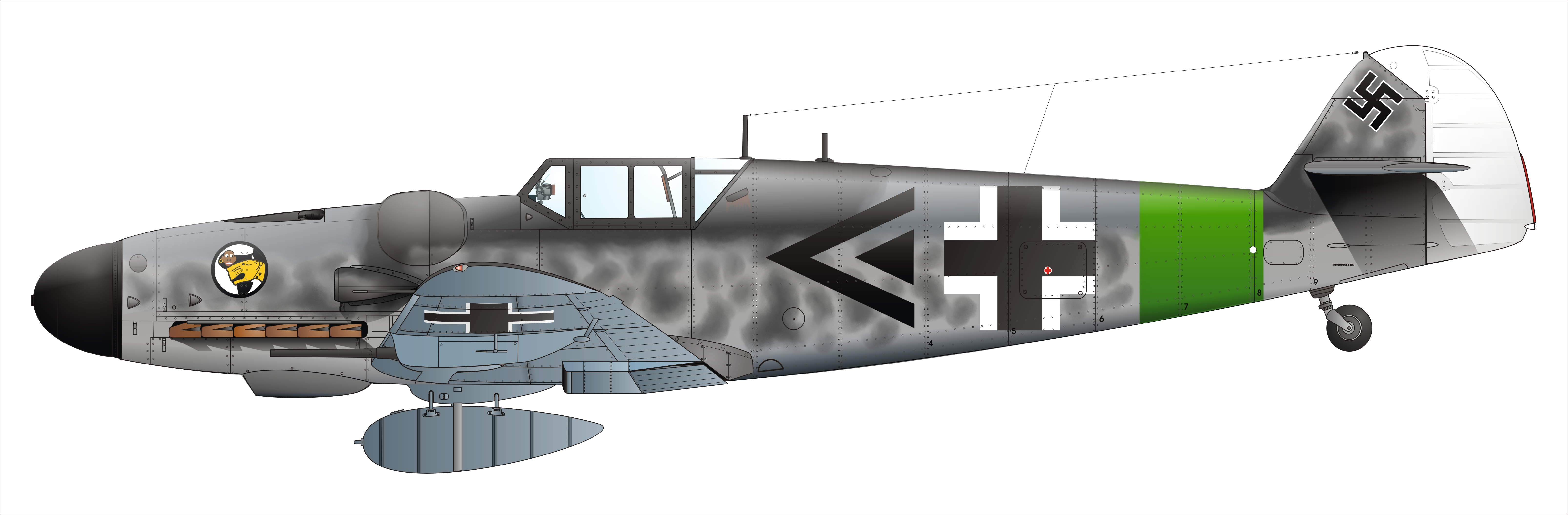
Bf 109 G-6

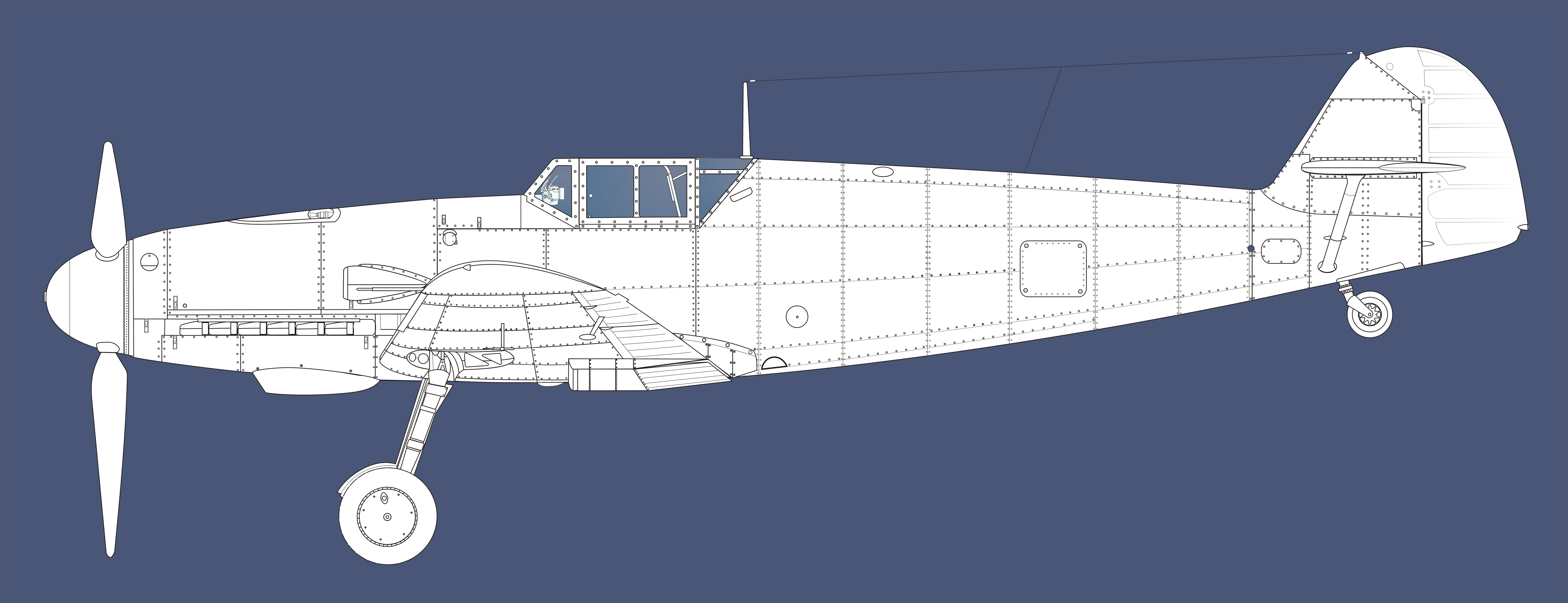
Bf 109 H-1

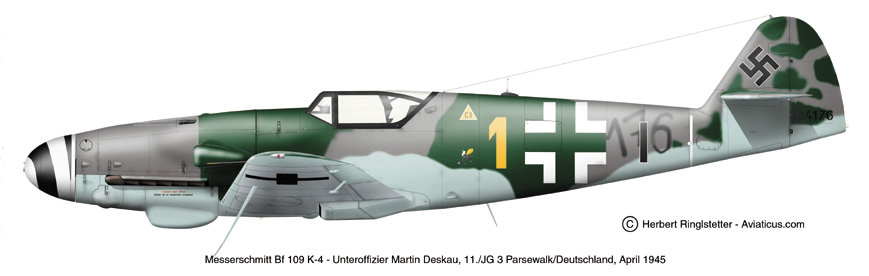
Bf 109 K-4（1945年）

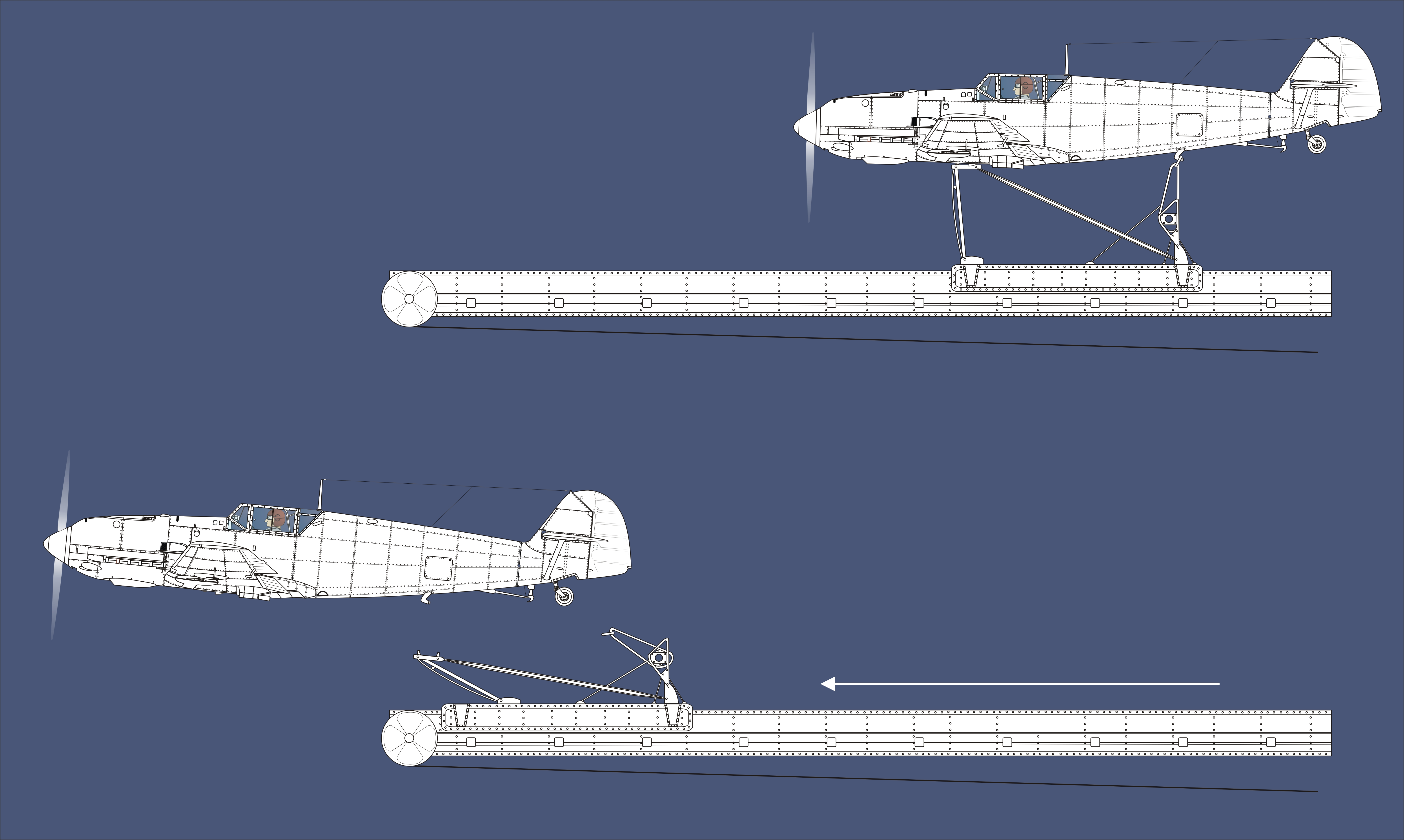
Bf 109 T-1

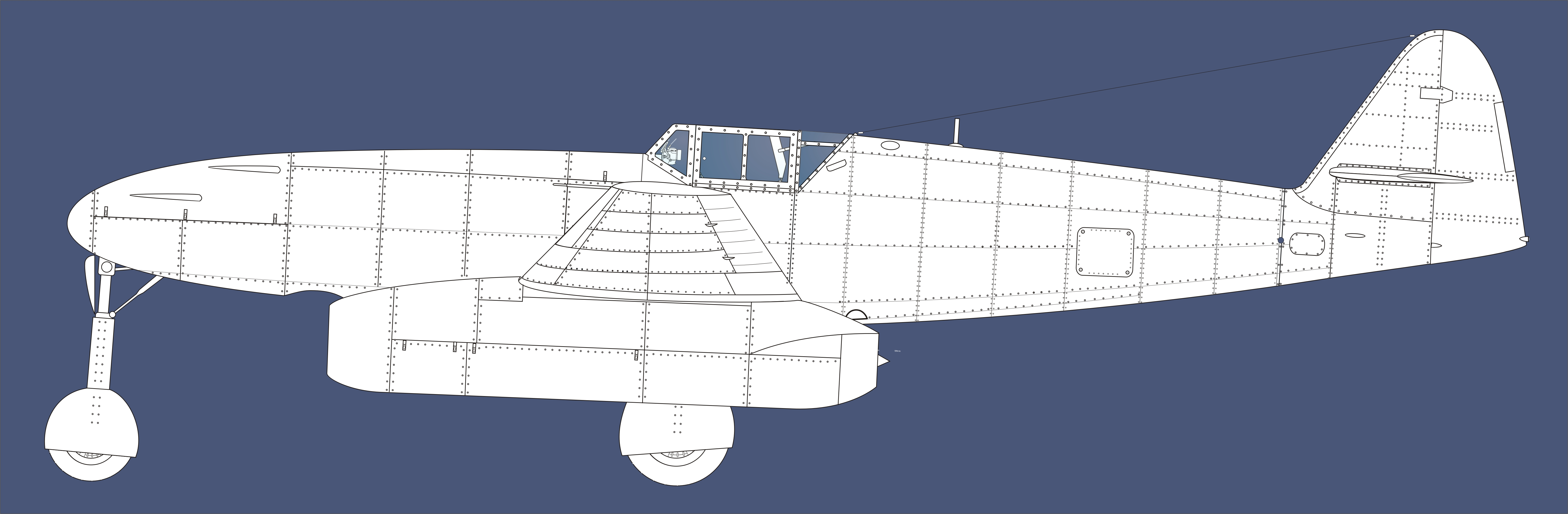
Bf 109 TL

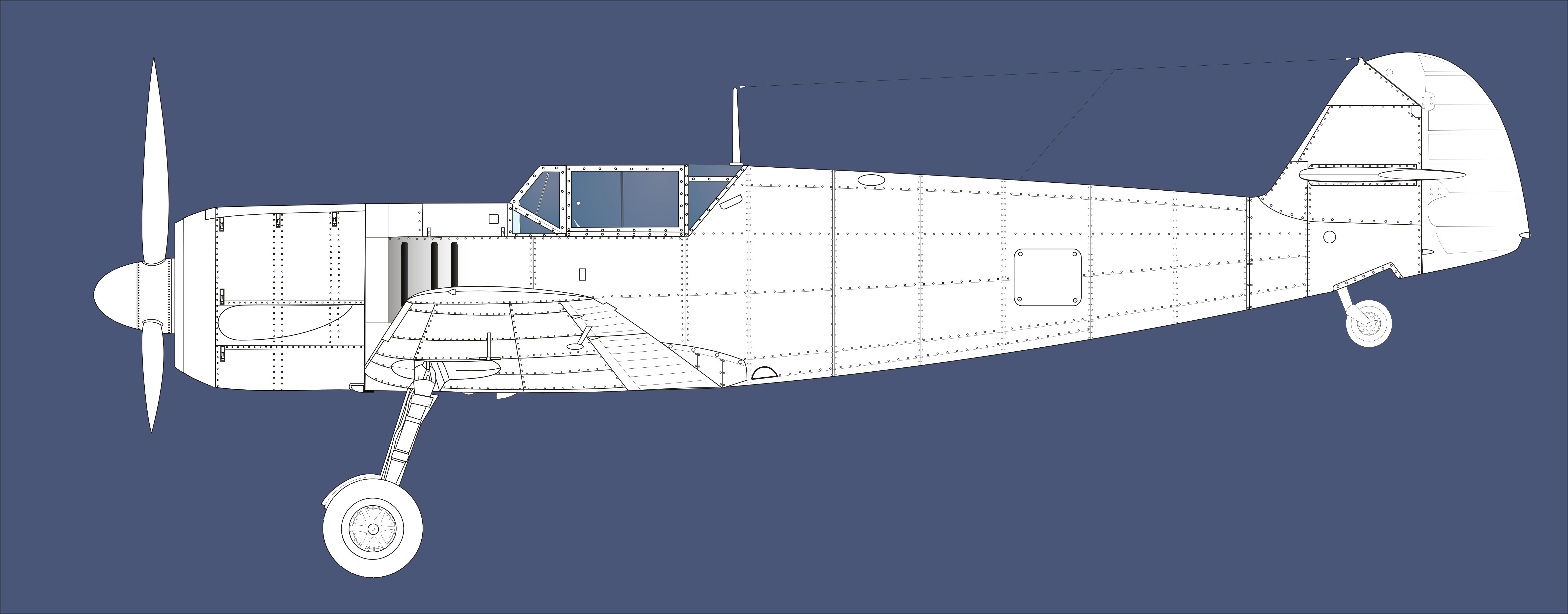
Bf 109 X

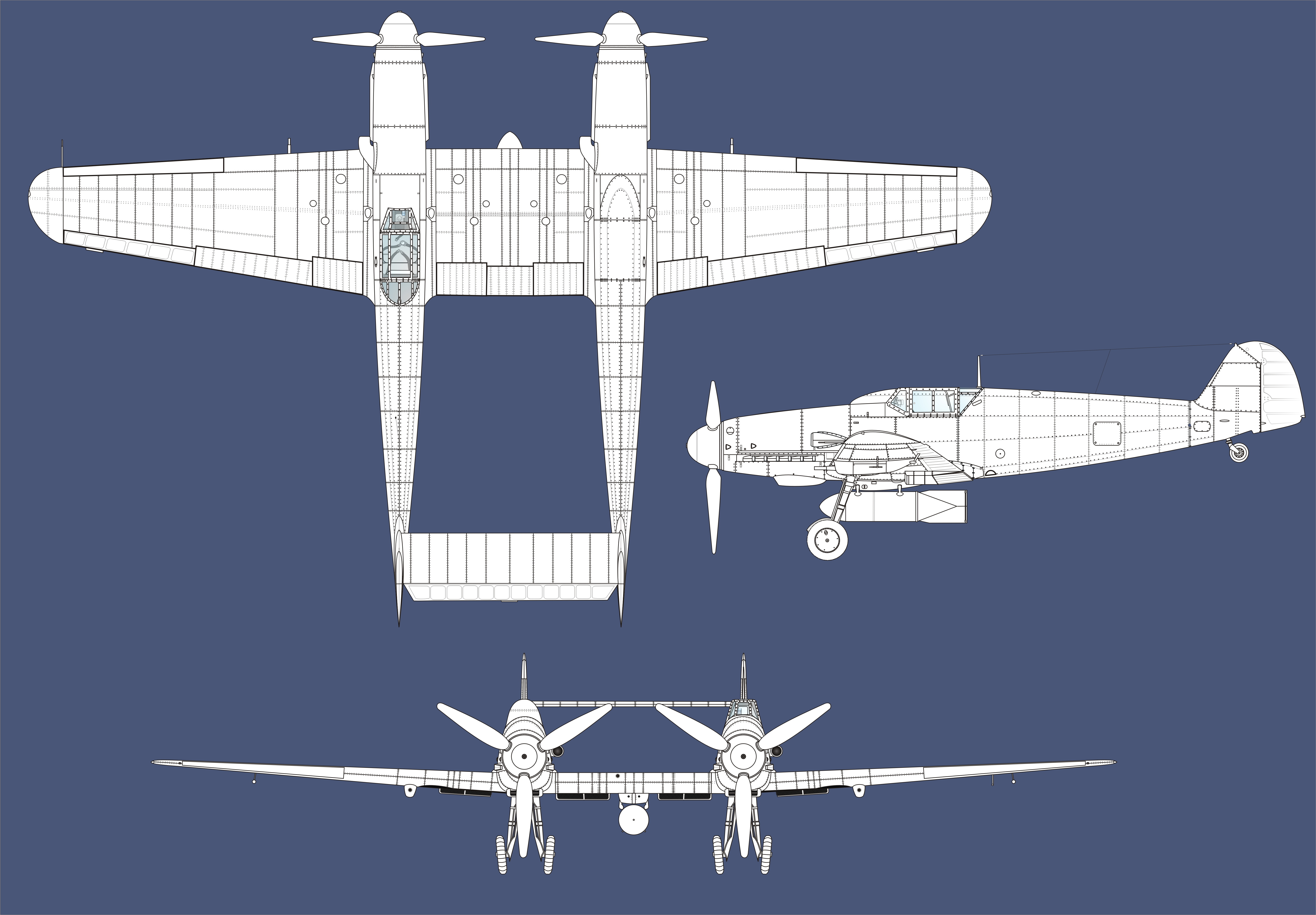
Bf 109 Z-1

後継機の開発が進まず、主力戦闘機として改良が続けられたことに加え、戦闘爆撃や写真偵察などにも転用され、多数の派生型が製造された。
ドイツ軍の慣習に従って、AからKまでの各型には非公式の愛称として、該当するアルファベットのフォネティックコードに対応した人名が付けられている。

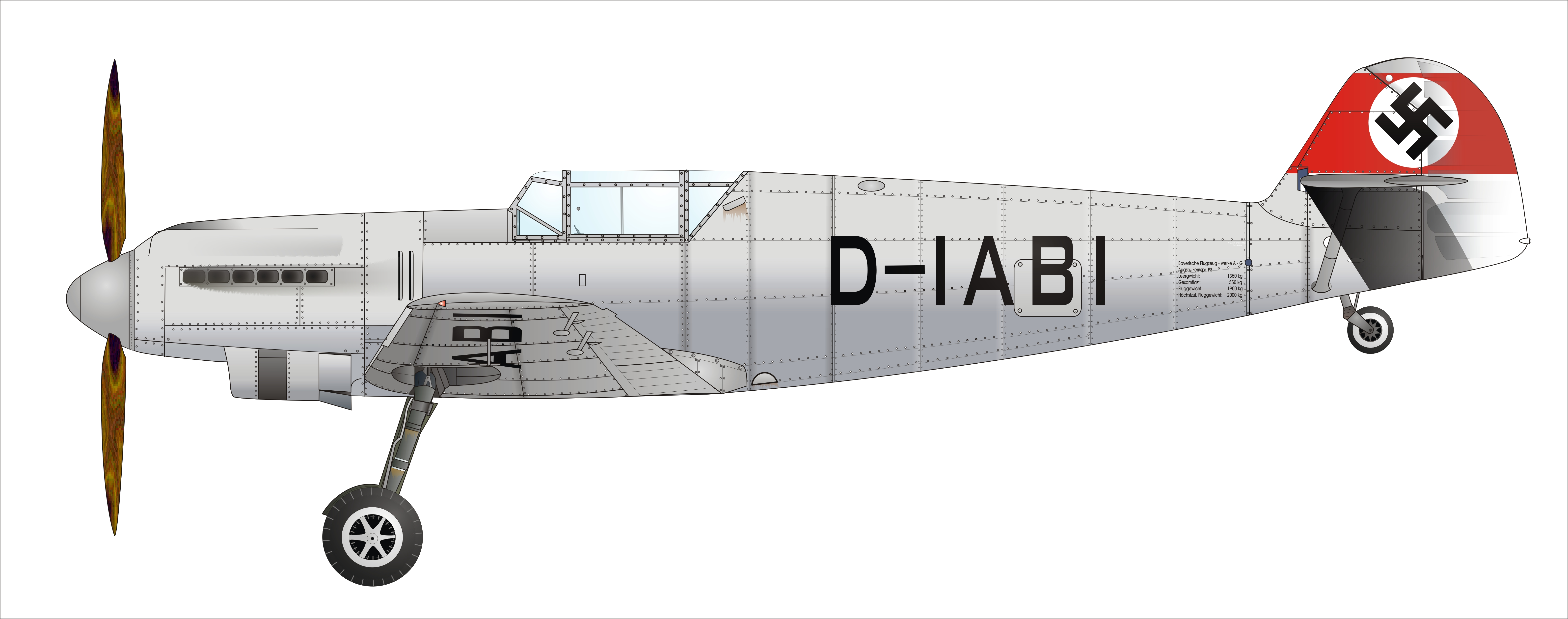
Bf 109 V-1

Bf 109 V
前生産型。A-E各型のもととなった機体。一部はスペイン動乱で実戦試験に投入された。Vは、Versuch（フェアズーフ=試作）を示す。
Bf 109 A
Bf 109 A（アウグスト August）は、初期生産型。ユモ 210エンジンが入手できず、ロールス・ロイス ケストレル（570馬力）を搭載し、プロペラは木製固定ピッチ2翅であった。BF 109 V-1と改称され、レヒリンの試験では、比較検討された競争試作機のHe 112V-1を支持するパイロットが多数であった。
メーカーでは性能の実証としてチャレンジ 1934（1934年8月28日から9月16日）へ参戦するためドイツ軍に5機を先行して納入、空軍パイロットの操縦により出場した。結果は燃料消費競技と最高速度競争で表彰台を独占したが、事故で1機が破損した。
Bf 109 B
Bf 109 B（ベルタ Berta）は、1936年11月に初飛行したBf 109 V-4（4号機）がBf 109 B-01と呼ばれるB型の原型機で、Jumo 210 Aを搭載した。12月に初飛行した改良型のV5とV6はJumo 210 Bエンジンを搭載した。
これら3機がスペイン動乱で1936年の12月の末頃に試験的に投入された。B型は正式採用されて量産型がレーゲンスブルクに新工場を設けて始まった。
機首上面に2門の MG 17 機関銃を装備する。
Bf 109 C
Bf 109 C（セーザー Cäser、またはクラーラ Clara）は、主にスペイン動乱からポーランド侵攻にかけて少数が使用された。なお、「セーザー」は人名のほか、ローマ帝国皇帝カエサルを特に指す固有名詞的な使い方もされる。
機首上面と翼内に各2門のMG 17 機関銃を装備した。20mm MGFF機関砲を搭載することが予定されたC-3は生産されなかった。
Bf 109 D
Bf 109 D（ドーラ Dora）は、Jumo 210を搭載した機体で、主にスペイン動乱からポーランド侵攻にかけてある程度の機数が使用されたが、すぐにBf 109 Eが登場したため戦場に長くは留まらなかった。
D-3型には翼内機関砲としてMG FFが搭載され、極少数が生産された。
Bf 109 E
Bf 109 E（エーミール Emil）は、ダイムラー・ベンツ DB 601 Aを搭載した機体で、第二次世界大戦初期の主力機となった。
E-1は機首上面と主翼にMG17を合計4門装備した。
E-2型はMG FFをモーターカノンとして装備したが機首上面のMG17共々振動問題を克服できず、後に続くE-3型ではMG FFは翼内装備となった。
E-4型にはMG FF/Mが装備され強装薬の薄殻榴弾の使用能力を得、バトルオブブリテンが始まると共に以前の型式もE-4型に改装された。
E-5はE-3型の、またE-6型はE-4/N型の偵察型として生産され、共にMG FFを外してカメラとMG17を2門装備していた。
バトルオブブリテンで航続距離の短さが問題となり、300Lの増槽が装備可能なE-7型が生産されて40年8月の下旬に戦線投入された。E-4型とE-7型には出力向上させたDB 601 Nも使用され、それぞれE-4/NとE-7/Nと呼ばれた。
E-8型はE-1型に増槽を装備できるよう改造した型で、E-9型はE-7/Nの偵察型としてMG FF/Mを外してカメラを搭載した型だった。
E-1とE-4型には派生型の戦闘爆撃機仕様のE-1/B、E-4/B、E-4/BNが存在し、E-7/NにはGM-1を装備したE-7/NZが存在した。
Bf 109 F
Bf 109 F（フリードリヒ Friedrich、またはフリッツ Fritz）は、ダイムラー・ベンツ DB 601 N及び改良されたDB 601 Eエンジンが搭載された機体。大きな性能向上を果たし、中期の主力機となった。
空気抵抗を減少させる設計に刷新された（丸い主翼端へ変更など）。この型式にいたってようやくモーターカノンの搭載が可能となった。
Bf 109 G
Bf 109 G（グスタフ Gustav）は、DB 601の改良版にあたるダイムラー・ベンツ DB 605エンジンを搭載した機体。多数の派生型が開発され、後期の主力機となった。
Bf 109 H
Bf 109 H（ハインリヒ Heinrich）は、Bf 109 F-4から開発された高々度戦闘機型。形式名「H」はHochleistungsjäger（高性能戦闘機）またはHöhenjäger （高々度戦闘機）を意味する。
翼幅が拡張され高度10,100mにおいて750km/hでの飛行が可能とされた。少数のH-1が量産され高々度偵察任務に就いたが、主翼の強度不足とより高性能なTa152Hの出現により、それ以上の開発は中止された。
Bf 109 K
Bf 109 K（クーアフュルスト Kurfürst）は、量産された最後の機体で、後継機開発の失敗が決定的となったことから生まれた速度向上型。原型からの発達は頂点に達した。これは、2,000hpのダイムラー・ベンツ DB605 ASCM エンジンを装着していた。この非常に高速で、敏捷な航空機は、連合軍最良の戦闘機にとっても、侮り難い脅威であった。なお、「クーアフュルスト」とは「選帝侯」のこと。
Bf 109 T
Bf 109 T（トレーガーフルークツォイク Trägerflugzeug）は、E-3型にカタパルトフックとアレスティング・フックを追加、主脚強化、主翼延長と翼端を折りたたみ式に改造した艦上戦闘機型。航空母艦「グラーフ・ツェッペリン」に搭載する予定だった。
フィゼラー社担当でまず先行量産型T-0型を10機製作、E-4/N型ベースのT-1型60機の量産が進められた。しかし空母が未完成に終わったため、機体から艦載用装備を撤去したT-2型として完成。航続距離が長いことからノルウェーや北西ドイツの陸上基地で部隊運用された。基本的な問題である轍間距離の狭い主脚構造は揺動する飛行甲板に着艦する際に安定性を欠くことになる。この解決策として主翼を延長することで翼面荷重を下げ(1平方メートル当たり135キロ程度に低減)延長された主翼内に燃料タンクを増設することで航続距離を1,000km程度まで向上出来た。だが主脚の問題は未解決のままとなっていた。
量産型のT-2型60機はノルウェーのトロンハイム基地やヘリゴランド島基地で防空戦闘機として使われたが、主翼の延長で離着陸性能が既存の機体よりも格段に向上したことから、搭乗員の好評を得たという。
Bf 109 TL
Bf 109 TL（トゥーボーラーダー Turbo-Lader、ターボチャージャーの略）。ジェットエンジン換装型。BMW 003またはJumo 004を片翼1基ずつ懸吊し搭載予定。計画のみ。
Bf 109 X
Bf 109 X。BMW 801空冷星型エンジン換装型。胴体はF型をベースに改造。試作機Bf 109 V-21のみ。
Bf 109 Z
Bf 109 Z（ツヴィリング Zwilling、双子の意味）。2機のBf 109 Fを合体させて双発機とした機体。実用化されなかった。

## 海外での運用

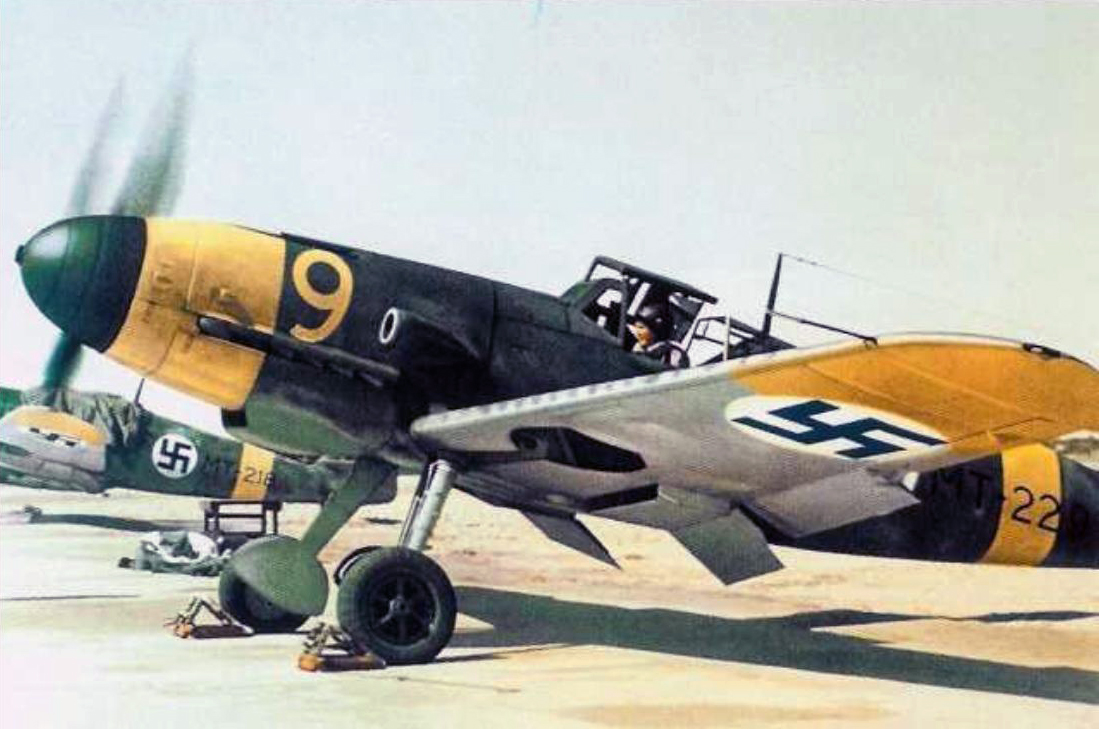
フィンランド軍のBf 109 G-2

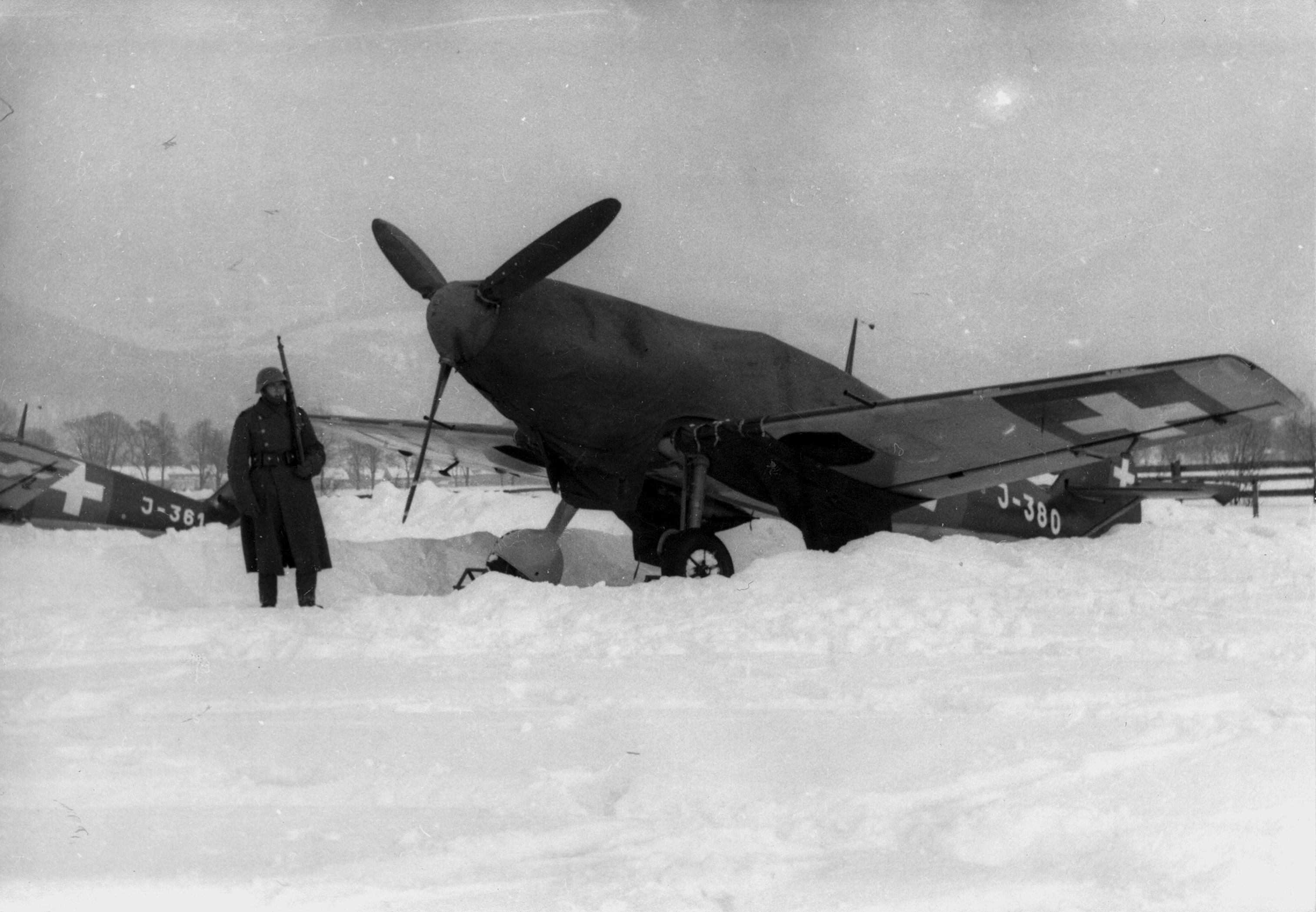
スイス空軍のBf 109 E-3

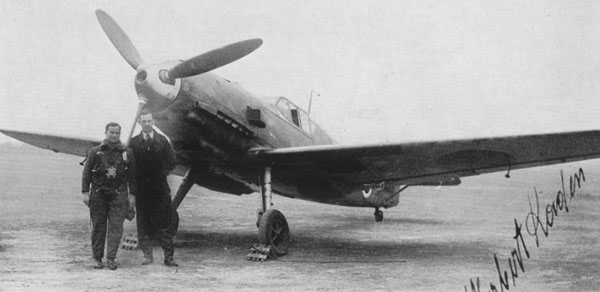
日本陸軍が輸入したBf 109 E-7

ブルガリア
Bf 109 E-4/7とBf 109 G-2/6/10などを戦前から戦後まで運用した。
ハンガリー
Bf 109 F-4、Bf 109 G-2/6/10/14などを戦後まで運用した。
スペイン
ドイツ・イタリアの支援を受けたフランシスコ・フランコ将軍のナショナリスト軍で初期型各型を運用した。フランコ軍の識別標識をつけながらドイツ空軍のコンドル軍団によって運用された機体もあった。スペイン動乱時にはBf 109 V各型、Bf 109 B-1/2、Bf 109 D-1、Bf 109 E-1/3を運用。しかし、その後の第二次大戦ではフランコのスペインは枢軸国側に立って参戦しなかったため、新型機の供給は基本的に拒絶されるようになった。そのため、以降のスペインでは若干数のBf 109 Fが提供されたに留まり、自力改修を行った。まずHA-1109-J1Lと呼ばれる機体が完成したが、これは失敗作に終わった。HA-1109-J1Lのエンジンをロールス・ロイス製のマーリンへ変更して完成したのがHA-1112-M1Lと複座のHA-1112-M4Lなどで、ブチョン（鳩）と呼ばれたこれらの機体はイスパノ・アビアシオン社で生産、1960年代まで第一線で使用された。その他、スペイン動乱では共和国・人民戦線政府側でも鹵獲した機体を使用した。
イタリア
Bf 109 F-4、Bf 109 G-2/4/6/14/10などを運用した。
ルーマニア
ルーマニア王国航空隊でBf 109 E-3/4/7、Bf 109 F-2/4、Bf 109 G-2/4/6を戦後まで運用した。一部は革命後のルーマニア人民共和国空軍にも引き継がれた。また、国内の航空機メーカーIAR社でライセンス生産された機体Bf 109 Ga-4/6は、戦後配備・運用された。
スロバキア
Bf 109 E-3/4/7、Bf 109 G-6を運用した。
フィンランド
Bf 109 G-2/6などを戦後まで運用した。「メルス（Mersu）」の愛称で呼ばれた。
クロアチア独立国
Bf 109 E-3/4、Bf 109 G-2/5/6/10/14などを運用した。運用した機体は戦後ユーゴスラヴィアへ譲渡された。
チェコスロバキア
戦前より航空産業が盛んで戦中にはドイツの航空機工場が置かれていたチェコスロバキアは、戦後ナチス・ドイツ製の各種の機体が新規に生産された珍しい国のひとつとなった。Bf 109シリーズとしては、アヴィア社がBf 109 G-10をそのまま完成させたS-99、Bf 109 G-14のエンジンをユンカース製のJumo 211 Fに変更するなどしたS-199、その複座練習機型のCS-199などが生産された。しかし、エンジンを無理に変更したS-199では直線飛行すら困難なほどに性能が悪化した。これらは主にFw 190やLa-7などとともに空軍や国境警備隊で使用されたが、スピットファイアの増備により余剰化し、第一次中東戦争の際にイスラエルへ輸出、エジプト軍のスピットファイアなどと激しい戦闘を行った。チェコスロバキア国内に残った機体は、1950年代中盤頃まで使用されていたが、MiG-15の国産化・増備により退役した。
スイス
Bf 109 D-1、Bf 109 E-3、Bf 109 G-6を購入し、スイス空軍が対領空侵犯措置任務に使用した。戦況の激化と共に枢軸国側・連合国側とも侵犯機が著しく増え、指示に従わない侵犯機を撃墜したケースもある。取得したBf 109 G-6は状態不良で、Bf 109 E-3よりも先に退役した。
ユーゴスラヴィア連邦
戦前ドイツから購入したBf 109 E-3と国内でライセンス生産をしたBf 109 E-3aを装備したが、ドイツ軍の侵攻により破壊を受けた。少数の機体はドイツ軍機を撃墜する戦果をあげ、エースを生んだ。その後はクロアチアから鹵獲した機体や賠償で得た機体などを運用し、Bf 109 G-6/10/12、Bf 109 G-6から改修された複座練習機型UBf 109を保有した。
日本
1941年1月から6月にかけ、第二次世界大戦下のドイツ・イタリアに山下奉文航空総監を団長とする軍事視察団が派遣された。この際、レーゲンスブルクのメッサーシュミット工場でBf 109の展示飛行を見学し、日本陸軍が実験用にこれを輸入する話が決まった。同年6月には3機のBf 109 E-7が船便で神戸港に到着、岐阜県の各務原陸軍飛行場（現・岐阜基地）に移し、各種航空兵器の審査を行う陸軍飛行実験部実験隊により試験飛行が行われた。これにはメッサーシュミットのテストパイロットヴィルヘルム・シュテーアが訪日し操縦法を、また訪日中の駐在武官フリッツ・ロージヒカイト空軍大尉は本機でドイツ空軍流航空戦術の伝授を行い、さらに日本陸軍に対し「ロッテ戦法」を教授、ノモンハン事件の戦訓により海軍と異なり近代的航空戦（編隊空戦・夜間戦闘・無線電話や防弾装備の活用）に理解が深かった日本陸軍航空部隊の更なる質の向上に貢献している。輸入時、日本陸軍の新鋭機として開発中のキ44（二式戦闘機「鍾馗」）と比較が行われたが、速度・加速力・上昇性能・格闘戦能力など飛行能力で全面的にキ44が上回っていたため、キ44は欧米の新鋭戦闘機に対抗可能な機体として有用と位置づけられている（もっとも、この時期すでにドイツ軍ではより高性能のBf 109 Fが実戦配備されていた）。この他にキ43（一式戦闘機「隼」）・キ60・キ61（三式戦闘機「飛燕」）とも比較審査が行われている。なお、日本陸軍はのちの1943年にFw 190 A-5も輸入している。また、中国やインド、ビルマで活動した米英の航空隊が報告した「ブラックドラゴン飛行隊」の指揮官機とされる機体など、日本軍がBf 109を実戦で用いていると連合軍側が誤認を起こすケースもあった。
ロシア解放軍（ROA）
ドイツ軍の捕虜となったロシア人から編制されたロシア解放軍の航空隊でBf 109 G-10が運用された。

### 鹵獲
イギリス、アメリカ合衆国、スウェーデン、ソ連、フランスなどに鹵獲された機体があった。その他、上記運用国でも互いに鹵獲機を運用していた。

## 戦後
30000機を超える生産数があったものの、アメリカ軍の爆撃やバトル・オブ・ブリテンを始めとした緒戦で消耗し、終戦時に残っていた機体もスクラップにされるなどしたため飛行可能な状態を保っている機体は少ない。航空ショーや映画撮影では飛行可能な機体が多いイスパノ HA-1112-M1Lをドイツ軍風の塗装を施し代役とすることが多い。

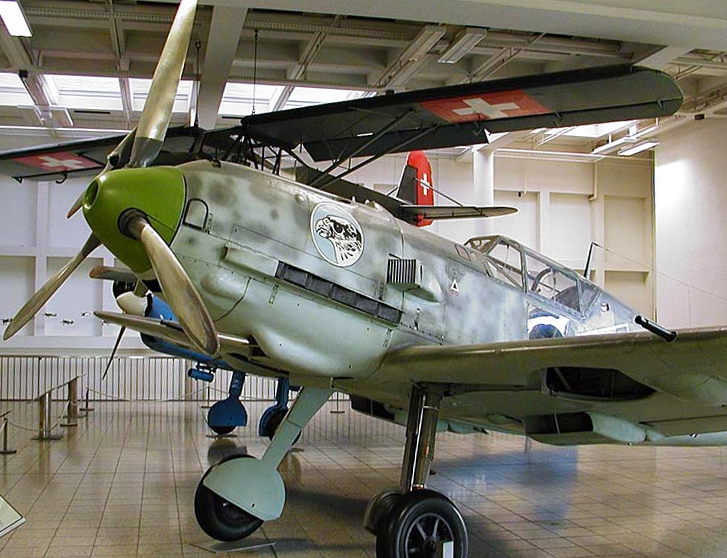
ミュンヘンのドイツ博物館に展示されているBf 109 E-3
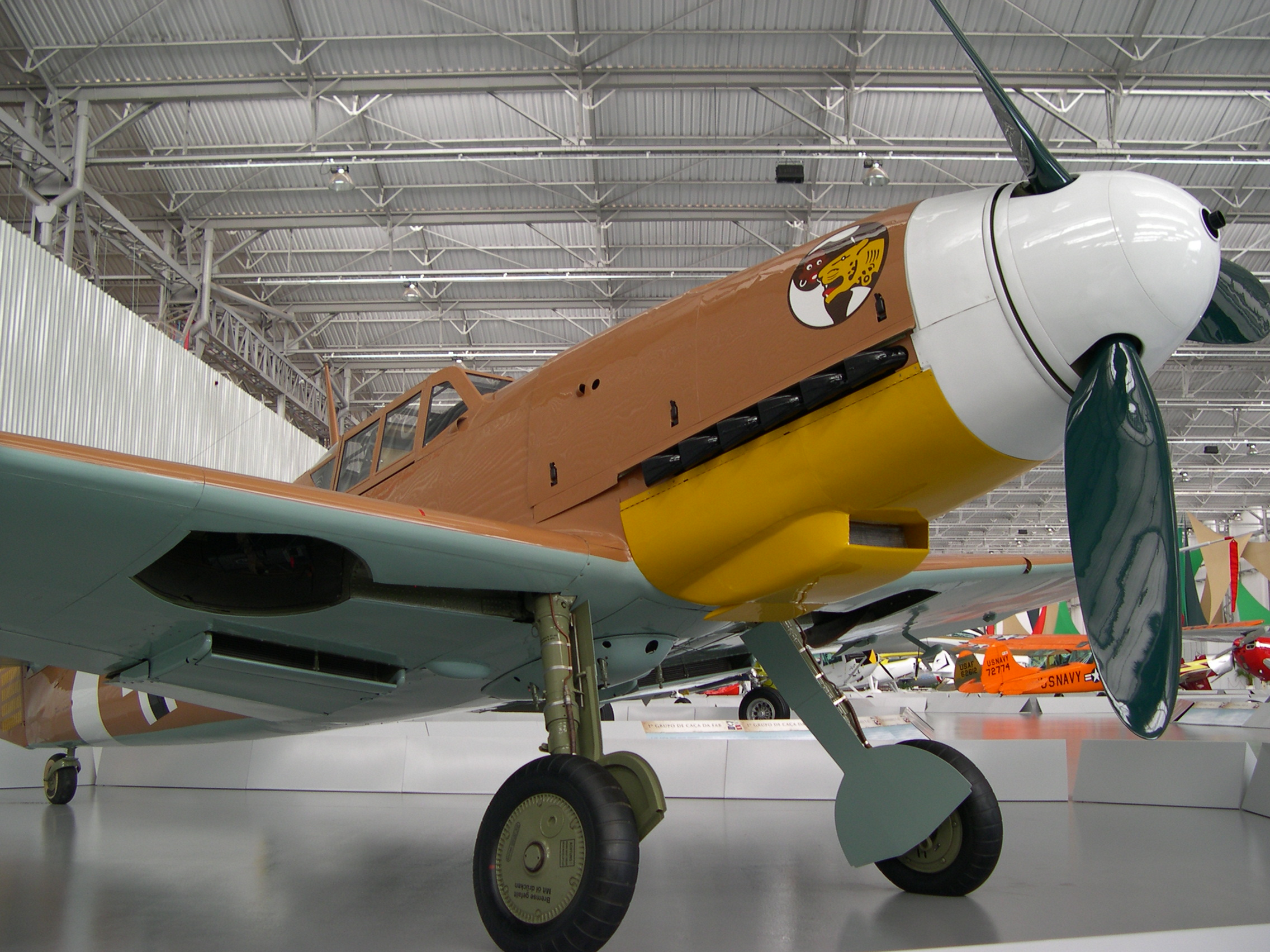
ブラジルの博物館で展示されるBf 109 G-2
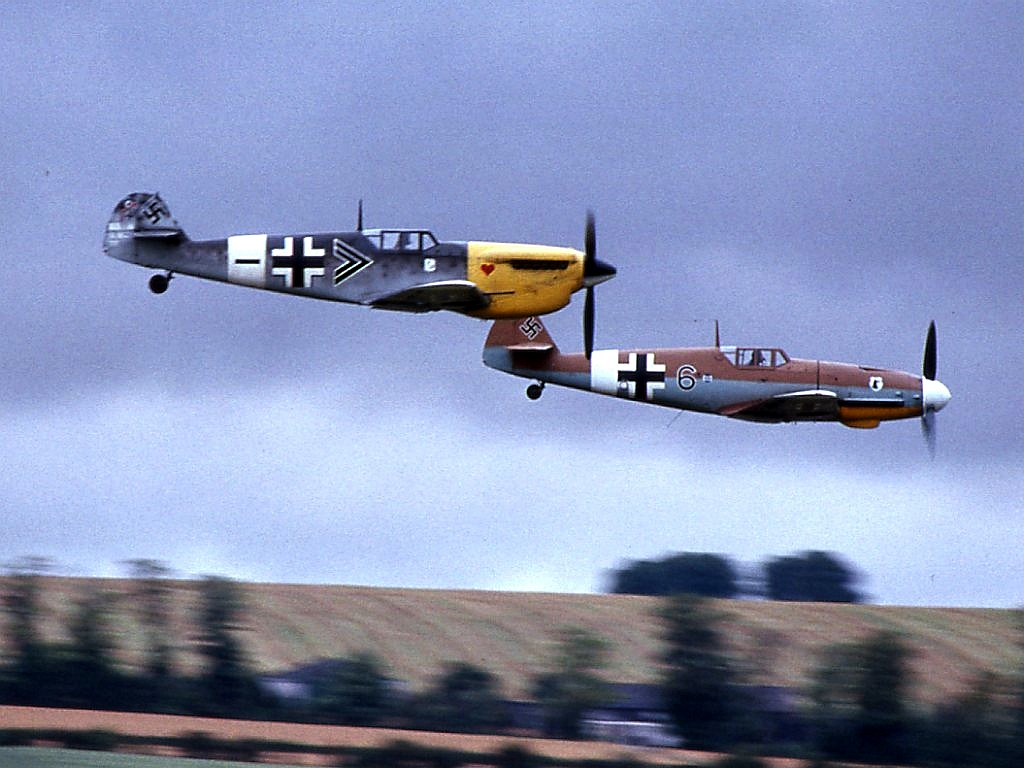
レストアされたBf 109G-2とHA 1112-M1L（1992年）
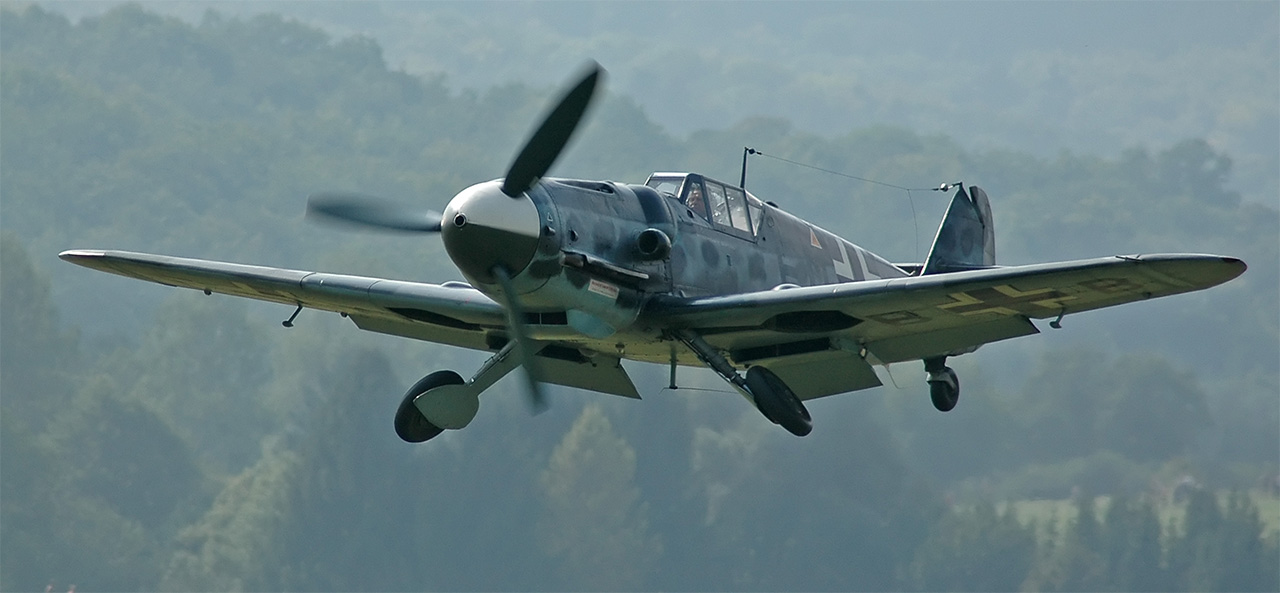
HA 1112-M1LにDB605を搭載するなどしてBf-109G-6を再現した改造機（D-FMBB）
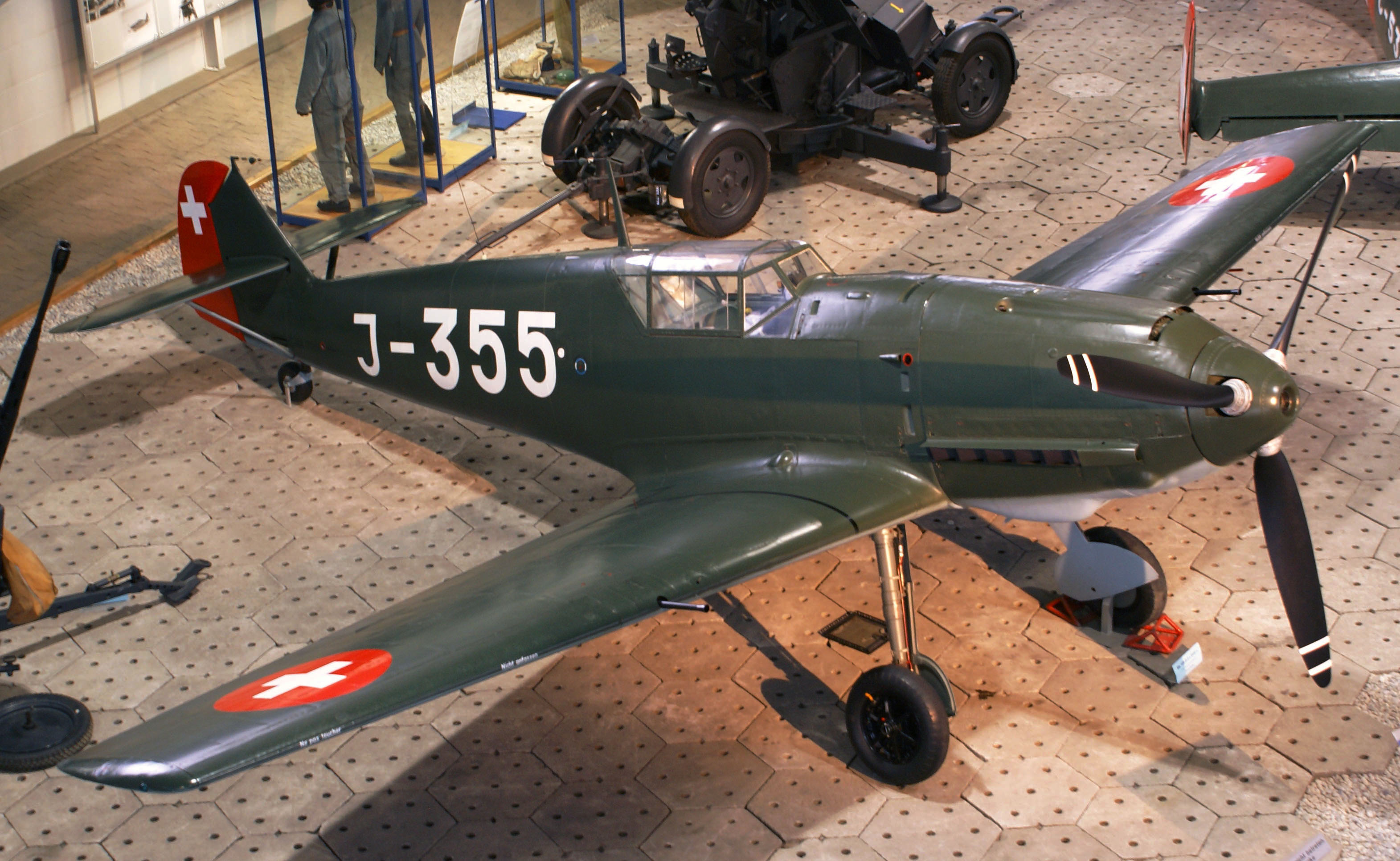
スイス空軍博物館で展示されるBf 109 E-3

## 現存する機体
- 現存するBf 109の一覧（英語版）を参考にした。情報の不確かなものは除いた。
- Bf 109は製造番号がない。軍による登録番号(Werknummer / WkNr.)の他の番号は、他国・他国政党軍による機体番号である。

```
注意：以下のものは除く。
・
イスパノ・アヴィアシオン社製 HA-1112
・
アヴィア社製 S-199
```

| 型名                          | 機体番号                  | 機体写真      | 国名                                      | 所有者                                                                          | 公開状況 | 状態     | 備考 |
| ----------------------------- | ------------------------- | ------------- | ----------------------------------------- | ------------------------------------------------------------------------------- | -------- | -------- | --- |
| Bf 109B/V10a                  | WkNr.1010                 |               | ドイツ バイエルン州                       | バイエリッシュ・フルークツォイク・ヒストリカー (Bayerische Flugzeug Historiker) | 非公開   | 修復中   | |
| Bf 109E-1 Bf 109E-3           | WkNr.790 C.4E-106         | 2013年7月撮影 | ドイツ バイエルン州                       | ドイツ博物館                                                                    | 公開     | 静態展示 | 主にスペインで運用された機体。Nr 2804 AJ + YMと塗装されている。 |
| Bf 109E-1                     | WkNr.854                  |               | イギリス エセックス州                     | チャールストン航空サービス (Charleston Aviation Services)                       | 公開     | 修復中   | |
| Bf 109E-1                     | C.4K-65                   |               | イギリス グロスターシャー州               | ロバート・ランプロウ氏                                                          | 非公開   | 修復中   | コンドル軍団に参加した機体。 |
| Bf 109E-3 Bf 109E-4/N         | WkNr.1190                 |               | イギリス ケンブリッジシャー州             | ダックスフォード帝国戦争博物館                                                  | 公開     | 静態展示 | |
| Bf 109E-3                     | WkNr.1289                 |               | 南アフリカ共和国 ハウテン州               | 南アフリカ国立軍事史博物館                                                      | 公開     | 静態展示 | 運用時は「黒2」のマーキングであったが、その部分以外は運用時の塗装がされている。 |
| Bf 109E-3                     | WkNr.1342                 |               | アメリカ ワシントン州                     | 飛行遺産・空中戦・兵器博物館                                                    | 公開     | 飛行可能 | |
| Bf 109E-3 Bf 109E-4           | WkNr.1407                 |               | ドイツ ベルリン                           | ドイツ技術博物館                                                                | 公開     | 静態展示 | |
| Bf 109E-3                     | WkNr.1983                 |               | イギリス エセックス州                     | チャールストン航空サービス                                                      | 公開     | 修復中   | |
| Bf 109E-3 Bf 109E-7           | WkNr.2023                 |               | アメリカ ヴァージニア州                   | 軍事航空博物館                                                                  | 非公開   | 修復中   | G型として、ドイツのメイア・モーターズ社で復元されている。 |
| Bf 109E-3                     | WkNr.2242 J-355           |               | スイス チューリッヒ州                     | フリーガー・フラブ博物館                                                        | 公開     | 静態展示 | |
| Bf 109E-3 Bf 109E-4 Bf 109E-7 | WkNr.3579                 |               | イギリス                                  | ビギン・ヒル遺産格納庫                                                          | 公開     | 飛行可能 | |
| Bf 109E-3                     | WkNr.4034                 | 写真          | イギリス                                  | レア・エアロ社 (Rare Aero Ltd)                                                  | 公開     | 修復中   | E-1Bとして公開されている。 |
| Bf 109E-4 Bf 109E-4/B         | WkNr.4101 DG200           |               | イギリス ロンドン                         | イギリス空軍博物館ロンドン館                                                    | 公開     | 静態展示 | 被撃墜後、他4機の部品を使って修復され、イギリス空軍で試験が行われた機体。 |
| Bf 109E-7                     | WkNr.3523                 |               | アメリカ                                  | プレーンズ・オブ・フェイム航空博物館                                            | 公開     | 修復中   | |
| Bf 109E-7                     | WkNr.4853                 |               | イギリス ケント州                         | ケント・バトル・オブ・ブリテン博物館                                            | 公開     | 静態展示 | E-4/Bとして展示されている。館内の撮影は禁止であるが、禁止が緩和されるイベントもある様子。 |
| Bf 109E-7                     | WkNr.5975                 | 写真          | アメリカ ジョージア州                     | 国立強力第8空軍博物館                                                           | 公開     | 静態展示 | |
| Bf 109F-2                     | WkNr.31010 777            |               | 南アフリカ共和国 ハウテン州               | 南アフリカ国立軍事史博物館                                                      | 公開     | 静態展示 | 1943年に南アフリカ空軍に鹵獲され、戦時国債の宣伝のために南アフリカ各地を回ったのち、博物館に収蔵された。                                                                                        |
| Bf 109F-4                     | WkNr.7108                 | 写真          | フィンランド 中央スオミ県                 | フィンランド空軍博物館                                                          | 公開     | 静態展示 | 残骸の状態で展示されている。 |
| Bf 109F-4                     | WkNr.7485                 |               | イギリス エセックス州                     | チャールストン航空サービス                                                      | 非公開   | 修復中   | |
| Bf 109F-4                     | WkNr.8347                 |               | イギリス エセックス州                     | チャールストン航空サービス                                                      | 非公開   | 修復中   | |
| Bf 109F-4                     | WkNr.8461                 |               | アメリカ                                  | マルコーム・ラング氏                                                            | 非公開   | 修復中   | |
| Bf 109F-4                     | WkNr.10132                |               | カナダ オンタリオ州                       | カナダ航空宇宙博物館 (オタワ)                                                   | 公開     | 静態展示 | |
| Bf 109F-4                     | WkNr.10145                |               | アメリカ コロラド州                       | エア・アセッツ・インターナショナル                                              | 非公開   | 飛行可能 | 完全に非公開のため状況は不明であるが、飛行可能状態で販売されている。 |
| Bf 109F-4                     | WkNr.10212                |               | アメリカ ワシントン州                     | Me 262プロジェクト社                                                            | 非公開   | 保管中   | |
| Bf 109F-4                     | WkNr.10256                |               | イギリス サフォーク州                     | 南部航空機コンサルタント社(Southern Aircraft Consultancy Inc)                   | 非公開   | 保管中   | |
| Bf 109F-4                     | WkNr.10270                |               | アメリカ ワシントン州                     | Me 262プロジェクト社                                                            | 非公開   | 保管中   | |
| Bf 109F-4                     | WkNr.10276                |               | アメリカ コロラド州                       | エア・アセッツ・インターナショナル                                              | 非公開   | 修復中   | |
| Bf 109F-4                     | WkNr.????                 |               | スペイン                                  | 不明                                                                            | 公開     | 修復中   | |
| Bf 109G-1 Bf 109G-2           | WkNr.14055                |               | ノルウェー                                | ソラ航空史博物館                                                                | 公開     | 修復中   | |
| Bf 109G-1/R2                  | WkNr.14141                | 写真          | ノルウェー                                | ソラ航空史博物館                                                                | 公開     | 修復中   | |
| Bf 109G-2                     | WkNr.10394                |               | アメリカ                                  | マルコム・ラング                                                                | 非公開   | 修復中   | |
| Bf 109G-2                     | WkNr.10639 RN288          |               | イギリス サマセット州                     | イギリス空軍博物館コスフォード館                                                | 公開     | 静態展示 | 豪空軍に鹵獲された後、英空軍によってRN228の機体番号がつけ試験飛行が行われた。 |
| Bf 109G-2                     | WkNr.13470                |               | ノルウェー                                | ノルウェー航空博物館                                                            | 公開     | 修復中   | |
| Bf 109G-2                     | WkNr.13605                |               | ドイツ                                    | マーク・R・オリヴァー氏(Mark R. Oliver)                                         | 非公開   | 修復中   | |
| Bf 109G-2                     | WkNr.14256                |               | ブラジル サンパウロ州                     | ブラジル航空宇宙記念館                                                          | 非公開   | 保管中？ | かつてTAM博物館に展示されていた機体。左記施設にTAM博物館のものは全て移されたが、展示状態かは不明。                                                                                              |
| Bf 109G-2                     | WkNr.14649                |               | ノルウェー                                | ノルウェー航空博物館                                                            | 公開     | 修復中   | |
| Bf 109G-2                     | WkNr.14743                |               | フィンランド                              | フィンランド航空博物館                                                          | 公開     | 静態展示 | |
| Bf 109G-2                     | WkNr.14753                |               | ドイツ                                    | ハノーファー・ラーツェン航空博物館                                              | 公開     | 静態展示 | |
| Bf 109G-2                     | WkNr.14798                |               | イギリス エセックス州                     | 戦闘機航空エンジニアリング社 (Fighter Aviation Engineering Ltd)                 | 非公開   | 修復中   | |
| Bf 109G-2                     | MT-208                    | 写真          | フィンランド ウウシマア県                 | フィンランド航空博物館                                                          | 公開     | 静態展示 | |
| Bf 109G-4                     | WkNr.19310                |               | ドイツ ラインラント＝プファルツ州         | シュパイアー技術博物館                                                          | 公開     | 静態展示 | |
| Bf 109G-5                     | WkNr.15343                |               | オランダ                                  | 航空博物館                                                                      | 公開     | 静態展示 | |
| Bf 109G-6                     | WkNr.14658                | 写真          | ロシア ムルマンスク州                     | 北方艦隊空軍博物館                                                              | 公開     | 静態展示 | 尾翼には14666と書かれている。 |
| Bf 109G-6                     | WkNr.14792                |               | セルビア ベオグラード                     | 航空博物館                                                                      | 公開     | 静態展示 | |
| Bf 109G-6                     | WkNr.15458                |               | イギリス                                  | C.W.トムキンズ株式会社                                                          | 非公開   | 修復中   | |
| Bf 109G-6                     | WkNr.15678                |               | オランダ サウスホーランド州               | 大西洋の壁博物館                                                                | 公開     | 静態展示 | |
| Bf 109G-6                     | WkNr.26129                |               | フランス ブーシュ＝デュ＝ローヌ県         | 航空宇宙プロバンス                                                              | 非公開   | 修復中   | |
| Bf 109G-6/R3                  | WkNr.160163 FE-496 160756 |               | アメリカ ワシントンD.C.                   | 国立航空宇宙博物館                                                              | 公開     | 静態展示 | |
| Bf 109G-6                     | WkNr.163306               |               | ポーランド                                | クラクフ・ポーランド航空博物館                                                  | 公開     | 静態展示 | |
| Bf 109G-6/U4                  | WkNr.163824               |               | オーストラリア 首都特別地域               | オーストラリア戦争記念館                                                        | 公開     | 静態展示 | |
| Bf 109G-6/U2                  | WkNr.165277 MT-452        | 写真          | フィンランド キュメンラークソ県           | ウッティ空軍基地                                                                | 公開     | 静態展示 | 1944年時に第24戦闘機隊第2中隊でサーリンネン中尉機として運用され、戦後には夜間戦闘機として運用された。1948年時には第31戦闘機隊所属であったが、1954年に除籍され教育用に展示されたため保存された。 |
| Bf 109G-6/Y                   | WkNr.167271 MT-507        |               | フィンランド 中央スオミ県                 | フィンランド空軍博物館                                                          | 公開     | 静態展示 | |
| Bf 109G-6                     | WkNr.410077               |               | アメリカ イリノイ州                       | 中西部航空修復社                                                                | 非公開   | 修復中   | |
| Bf 109G-6                     | WkNr.411768               |               | ロシア                                    | ヴァディム・ザドロズヌイ技術博物館                                              | 公開     | 静態展示 | |
| Bf 109G-6                     | WkNr.440738               | 写真          | ドイツ メクレンブルク＝フォアポンメルン州 | ハンガー10                                                                      | 公開     | 飛行可能 | |
| Bf 109G-6                     | WkNr.610824 9964          |               | アメリカ オハイオ州                       | 国立アメリカ空軍博物館                                                          | 公開     | 静態展示 | Bf 109G-10として展示されている。 |
| Bf 109G-10/U4 Bf 109G-14      | WkNr.610937 9644          |               | アメリカ オレゴン州                       | コリングス財団                                                                  | 非公開   | 保管中   | エヴァーグリーン航空宇宙博物館で展示されていたが、2015年に飛行可能とすべく左記財団が取得。飛行可能となるかは不明。                                                                              |
| Bf 109G-10/U4                 | WkNr.611943 FE-122 T2-122 |               | アメリカ アリゾナ州                       | プレーンズ・オブ・フェイム航空博物館別館                                        | 公開     | 静態展示 | |
| Bf 109G-14                    | WkNr.462707               | 写真          | ドイツ メクレンブルク＝フォアポンメルン州 | ハンガー10                                                                      | 公開     | 飛行可能 | |
| Bf 109G-14/AS                 | WkNr.784993               |               | オーストリア                              | 航空博物館                                                                      | 公開     | 修復中   | |
| Bf 109G-14                    | WkNr.                     |               | アメリカ                                  | 国立第二次世界大戦博物館                                                        | 公開     | 静態展示 | G-14数機から復元された機体。 |
| Bf 109K-4                     | WkNr.334253               |               | ドイツ                                    | アーセナル45 (Arsenal 45)                                                       | 公開     | 修復中   | |
| Bf 102F-2                     | レプリカ                  |               | ロシア モスクワ州                         | 大祖国戦争中央博物館                                                            | 公開     | 静態展示 | |
| Bf 109G-6                     | レプリカ                  |               | イギリス ノースヨークシャー州             | ヨークシャー航空博物館・同盟空軍記念館                                          | 公開     | 静態展示 | 15919号機の塗装がされている。 |
| Bf 109G-10                    | レプリカ                  |               | アメリカ                                  | コンバット航空博物館                                                            | 公開     | 静態展示 | |
| Bf 109G-14                    | レプリカ                  |               | アメリカ                                  | サンディエゴ航空宇宙博物館                                                      | 公開     | 静態展示 | 機体そのものはG-14として製作されたが、塗装はエース・パイロットのエーリヒ・ハルトマンが搭乗していたG-6のマーキングとなっている。                                                                 |
| Bf 109?-?                     | レプリカ                  |               | アメリカ オレゴン州                       | オレゴン航空宇宙博物館                                                          | 公開     | 静態展示 | |
| Bf 109?-?                     | レプリカ                  |               | ブラジル                                  | TAM博物館                                                                       | 公開     | 静態展示 | |
| Bf 109?-?                     | レプリカ                  |               | アメリカ                                  | プラウドバードレストラン・博物館                                                | 公開     | 静態展示 | |
| Bf 109?-?                     | レプリカ                  | 写真          | アメリカ イリノイ州                       | エア・クラシックス・ミュージアム・オヴ・エイヴィエーション                      | 公開     | 静態展示 | |

## 仕様
Bf 109 G
- 全長：9.02m
- 全幅：9.92m
- 翼面積：14.5m2
- 全備重量：3,150kg
- エンジン：ダイムラー・ベンツ DB 605 1,800hp×1
- 最大速度：630~655km/h
- 上限限度：11,800m
- 武装
- MG 151 20mm機関砲×3、MG 131 13mm機関銃×2（ガンポッド装着時）
- 乗員：1名

### 型式による差
- Bf 109 C-1：7.92mm MG 17機関銃4丁　ユンカース ユモ 210 G(680ps)エンジン、航続距離650km
- Bf 109 E-3：ダイムラー・ベンツ DB 601 A(1,100ps)エンジン、航続距離660km
- Bf 109 F-1：MG 17機関銃2丁・MGFF機関砲1門ダイムラー・ベンツ DB 601 N(1,270ps)エンジン、航続距離570km
- Bf 109 E：7.92mm MG 17 機関銃2丁・20mmMGFF機関砲2門 555km/h 1,100馬力
- Bf 109 F-4：7.92mm MG 17 機関銃2丁・15mm MG 151 機関砲または20mm MG 151/20 機関砲1門 595~630km/h 1,350馬力
- Bf 109 G：13mm MG 131 機関銃2丁・20mm MG 151/20機関砲 1門  1,500馬力
- Bf 109 K：13mm MG 131 機関銃2丁・30mm MK 108またはMK 103機関砲1門  ~716km/h 2,000馬力

## 登場作品

### 映画

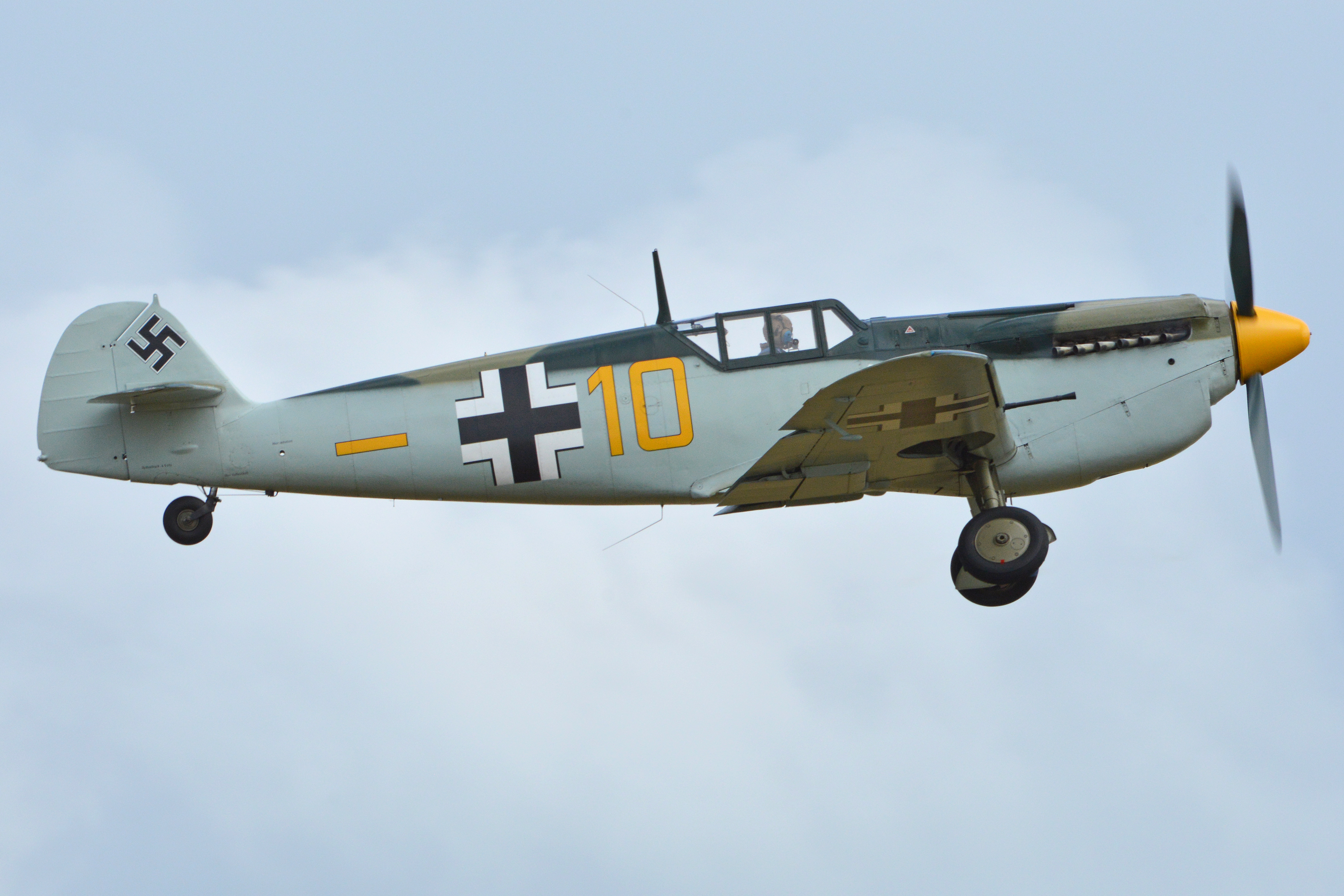
空軍大戦略の撮影に使われたHA 1112-M1L（G-AWHK）

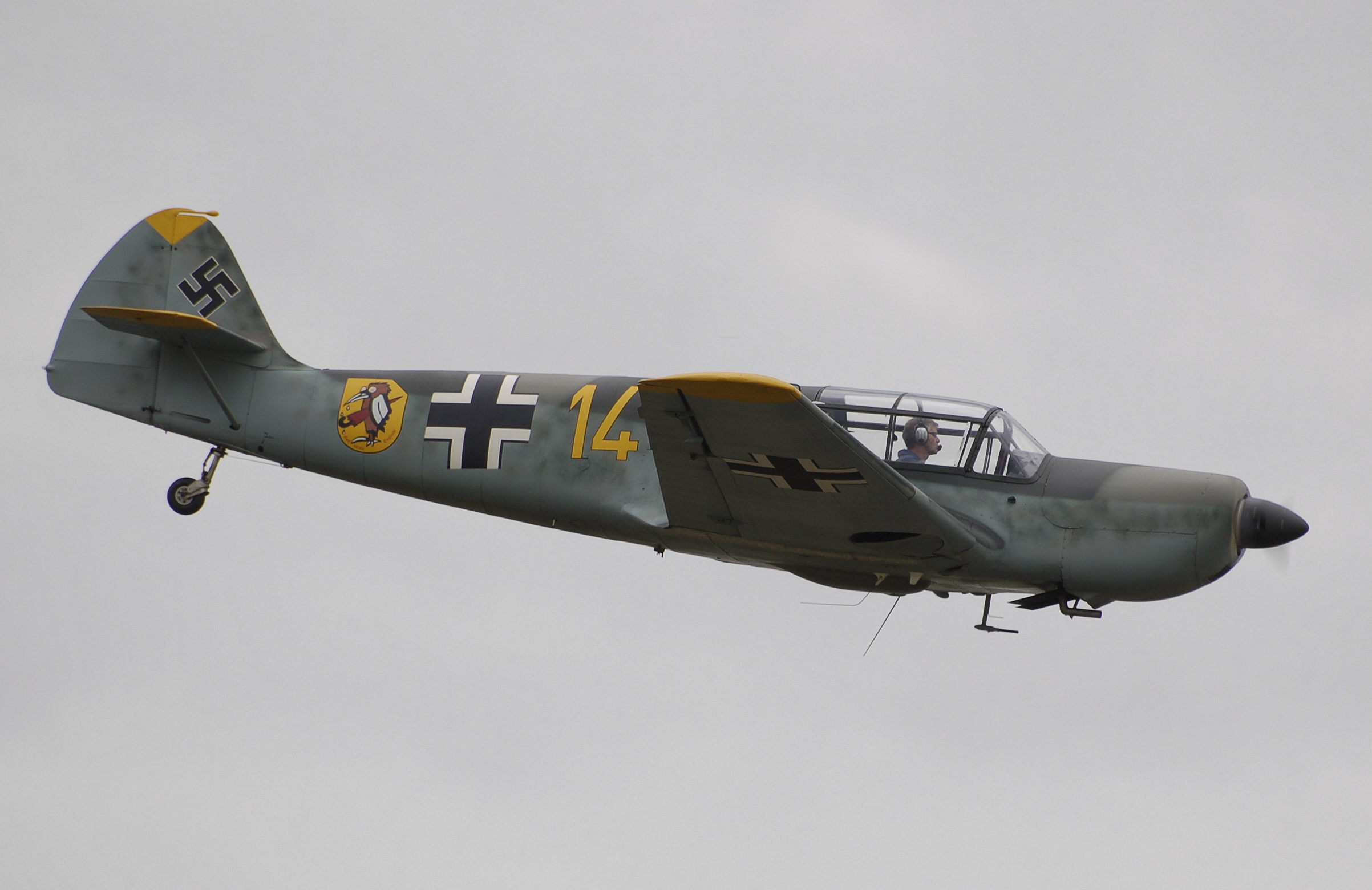
Bf 109風の塗装を施したノール パングァン

1960年代までは飛行可能な機体があったイスパノ HA-1112-M1Lで代用されることが多かった。特に空軍大戦略で使われたHA 1112-M1L（G-AWHK）は、そのままの塗装で多数の戦争映画に出演している。またBf 108は遠目には形状が似ており民間登録が簡単にとれるため、アップにならないシーンなどで使われている。また戦後にBf 108を元に製造されたノール パングァンも利用されている。
『633爆撃隊』
Bf 108で代用。主人公らのデ・ハビランド モスキートを迎撃する。
『脱走特急』
Bf 108で代用。主翼下にロケット弾（のモックアップ）を装備している。
『史上最大の作戦』
Bf 108で代用。ヨーゼフ・プリラー大佐が指揮する2機が登場。
『空軍大戦略』
HA-1112-M1Lで代用。ホーカー ハリケーン役としても使われたシーンもある。
『メンフィス・ベル』
空軍大戦略と同じHA-1112-M1Lで代用。
『タスキーギ・エアメン』
空軍大戦略と同じHA-1112-M1Lで代用。
『ダンケルク』
HA-1112-M1Lで代用、一部シーンはBf 108を使用。

### アニメ・漫画
『終末のイゼッタ』
E4型が、ゲルマニア帝国の主力戦闘機として登場。
『日の丸あげて』
ドイツチームのマデリーンが使用。
『わが青春のアルカディア』
戦場まんがシリーズの一編。ファントム・F・ハーロックII世の愛機としてG型が登場。

### ゲーム
『War Thunder』
B/E/F/G/Kの各型が登場。開発する事でプレイヤーが使用できる。
『World of Warplanes』
ドイツTier6空母とtier8空母の艦載機として登場。また、2017年公開映画『ダンケルク』とのコラボレーションでE-3型がTier5に登場。
『エースコンバット インフィニティ』
プレイヤーが開発可能な機体としてG-10型が登場。
『艦隊これくしょん -艦これ-』
空母艦載機としてT型が登場。
『鋼鉄の虹 パンツァーメルヒェンRPG』『ネットゲーム95 鋼鉄の虹 〜Die Eisenglorie〜』
グリューネラント軍の戦闘機として、B2型が登場。
『バトルフィールド』シリーズ
『バトルフィールド1942』
ドイツ軍の戦闘機として登場。
『バトルフィールドV』
ドイツ軍の戦闘機としてG-2とG-6が登場。カスタマイズで爆弾やロケット弾、高速連射機銃と大口径機関砲を装備できる。また、G-2ではMG151/20mm機関砲1門と7.92mm機銃が2挺、50kg爆弾が2発、G-6ではナイトロと13mm機銃2挺、SD2が初期状態で装備されている。

### 音楽
『Aces High』
イギリスのヘヴィメタルバンド、アイアン・メイデンの楽曲。第二次世界大戦のイギリスとドイツの空中戦（バトル・オブ・ブリテン）をテーマとしており、歌詞の中に「ME-109」として本機が登場する。